# Jan
Janⓘ (stgr. Ἰωάννης od hebr. rdzenia יחנ – łaska) – imię męskie pochodzenia biblijnego. Po hebrajsku יוחנן (Johanan) oznacza „Jahwe jest łaskaw”. Według Ewangelii imię to nosił prorok Jan Chrzciciel oraz apostoł Jan Ewangelista. Zostało ono przejęte najpierw do greki, a potem do łaciny. Rozpowszechniło się we wszystkich krajach chrześcijańskich.
W polskich dokumentach zapisywano najpierw to imię w postaci Ioannes, Iohannes (1012-18), później także Jan (1161), Jon (1302), Johan (1320), Jen (1366), Johans (1385) oraz Joan (forma kresowa, 1432). Największą popularność zyskała forma Jan, od czasów średniowiecza będąca jednym z najczęściej nadawanych imion. W 2022 r. imię Jan nosiło 493 283 osób w Polsce (6. miejsce wśród imion męskich pod względem popularności), wcześniej jednak imię to zajmowało pierwsze miejsce wśród imion męskich w populacji (np. w 2004 r. jedynie dwa imiona żeńskie – Anna i Maria – występowały częściej od Jana).
Przekształcenia i zdrobnienia: Han, Hanek, Haniek, Hanisz, Hanus, Iwan, Iwasz, Jach, Jachu, Janczy, Janiec, Janicek, Janik, Janisław, Jano, Janek, Janko, Janosik, Jasiek, Jaszko, Jaś, Jaśko, Jasio, Janusz, Jasz.
Żeńskim odpowiednikiem jest Joanna, i – późniejszym – Janina.

## Imieniny
Jan imieniny obchodzi 10 stycznia, 12 stycznia, 15 stycznia, 17 stycznia, 19 stycznia, 23 stycznia, 31 stycznia, 2 lutego, 4 lutego, 8 lutego, 20 lutego, 24 lutego, 3 marca, 5 marca, 8 marca, 11 marca, 19 marca, 24 marca, 27 marca, 30 marca, 3 kwietnia, 7 kwietnia, 13 kwietnia, 27 kwietnia, 6 maja, 7 maja, 10 maja, 12 maja, 13 maja, 15 maja, 18 maja, 19 maja, 21 maja, 22 maja, 23 maja, 24 maja, 27 maja, 30 maja, 3 czerwca, 11 czerwca, 12 czerwca, 16 czerwca, 20 czerwca, 22 czerwca, 24 czerwca, 26 czerwca, 27 czerwca, 30 czerwca, 8 lipca, 11 lipca, 21 lipca, 23 lipca, 31 lipca, 4 sierpnia, 8 sierpnia, 9 sierpnia, 13 sierpnia, 18 sierpnia, 19 sierpnia, 20 sierpnia, 29 sierpnia, 30 sierpnia, 31 sierpnia, 2 września, 3 września, 9 września, 11 września, 13 września, 14 września, 16 września, 20 września, 23 września, 27 września, 28 września, 1 października, 9 października, 10 października, 19 października, 23 października, 24 października, 1 listopada, 8 listopada, 11 listopada, 12 listopada, 13 listopada, 17 listopada, 24 listopada, 26 listopada, 1 grudnia, 4 grudnia, 5 grudnia, 9 grudnia, 14 grudnia, 15 grudnia, 17 grudnia i 27 grudnia.

## Odpowiedniki w innych językach
- angielski: John, Ian, Jack, Hank, Jon, Sean, Evan, Jonny/Johnny/Johnnie;
- białoruski: Іван (Iwan), Ян (Jan), Янка (Janka), Ясь (Jaś);
- bułgarski: Иван (Iwan), Йон (Jon), Йован (Jowan), Ванче (Wancze), Ванчо (Wanczo);
- czeski: Jan, Ivan, Johan, Honza;
- duński: Jens, Jais, Iben, Iven, Evan, Even;
- esperanto: Johano[4]
- fiński: Jukka, Juhani, Jussi, Janne;
- francuski: Jean;
- grecki: Ιωάννης (Joannes), Γιάννης (Giannes);
- hiszpański: Juan;
- interlingua: Jean, Johannes;
- irlandzki: Seán, Shane, Shaine, Shaun, Shawn;
- japoński: ヤン Yan;
- kataloński: Joan;
- litewski: Jonas, Jasius;
- łacina: Joannes, Johannes;
- łotewski: Jānis;
- macedoński: Ivan, Jovan, Vančo, Vane;
- niderlandzki: Johannes, Jan, Joannes, Johan;
- niemiecki: Johannes, Johann, Hannes, Hanns, Hans, Heinz, Jan, Jens;
- norweski: Johan, Jens, Hans, Jo, Evan;
- portugalski: João;
- rosyjski: Иван (Iwan), Иоанн (Ioann);
- rumuński: Ioan, Ion, Ian, Iane, Ivan;
- serbsko-chorwacki: Ivan, Jovan, Jovanka, Jovo;
- słowacki: Ján, Ivan, Janko;
- słoweński: Ivan, Jan, Janez, Janko, Jovan;
- sycylijski: Giuvanni;
- szwedzki: Johannes, Johan, Jöns, Jan, John, Hans, Ivan;
- ukraiński: Іван (Iwan), Іоанн (Ioann);
- węgierski: János, Iván;
- włoski: Giovanni, Gianni, Giovannino, Vanni, Nanni.

Imię to ma również kilka tradycyjnych zestawień z drugimi imionami:
- Jan Chrzciciel, pochodzącą od św. Jana Chrzciciela, rzadziej Jan Baptysta (ang. John Baptist, fr. Jean-Baptiste, wł. Giovanni Battista, Giambattista, port. João Batista, hiszp. Juan Bautista, niem. Johann Baptist),
- Jan Chryzostom, pochodzące od św. Jana Chryzostoma,
- Jan Gwalbert, pochodzące od św. Jana Gwalberta,
- Jan Kanty, pochodzące od św. Jana Kantego,
- Jan Nepomucen, pochodzące od św. Jana Nepomucena.

W języku włoskim imię to występujące jako pierwsze jest często łączone z drugim imieniem, np. Giovanni Lorenzo = Gianlorenzo (Jan Wawrzyniec), Giovanni Carlo = Giancarlo (Jan Karol).

## Przysłowia
- Czego Jaś się nie nauczy, tego Jan nie będzie umiał
- Chrzest Jana w deszczowej wodzie trzyma zbiory na przeszkodzie
- Jutro święty Janek, puśćmy na wodę wianek
- Jaka na Jana od Krzyża pogoda się głosi, taką, jak starzy mówią, Nowy Rok przynosi
- Na Święty Jan, jagód pełen dzban

## Znane osoby noszące imię Jan

### Władcy

#### WładcyJudeiiCesarstwa Rzymskiego
- Jan Hirkan I (?-104 p.n.e.), etnarcha Judei od 134 p.n.e.
- Jan Hirkan II (?-30 p.n.e.), etnarcha Judei 63-40 p.n.e.
- Jan, cesarz rzymski w latach 423-425

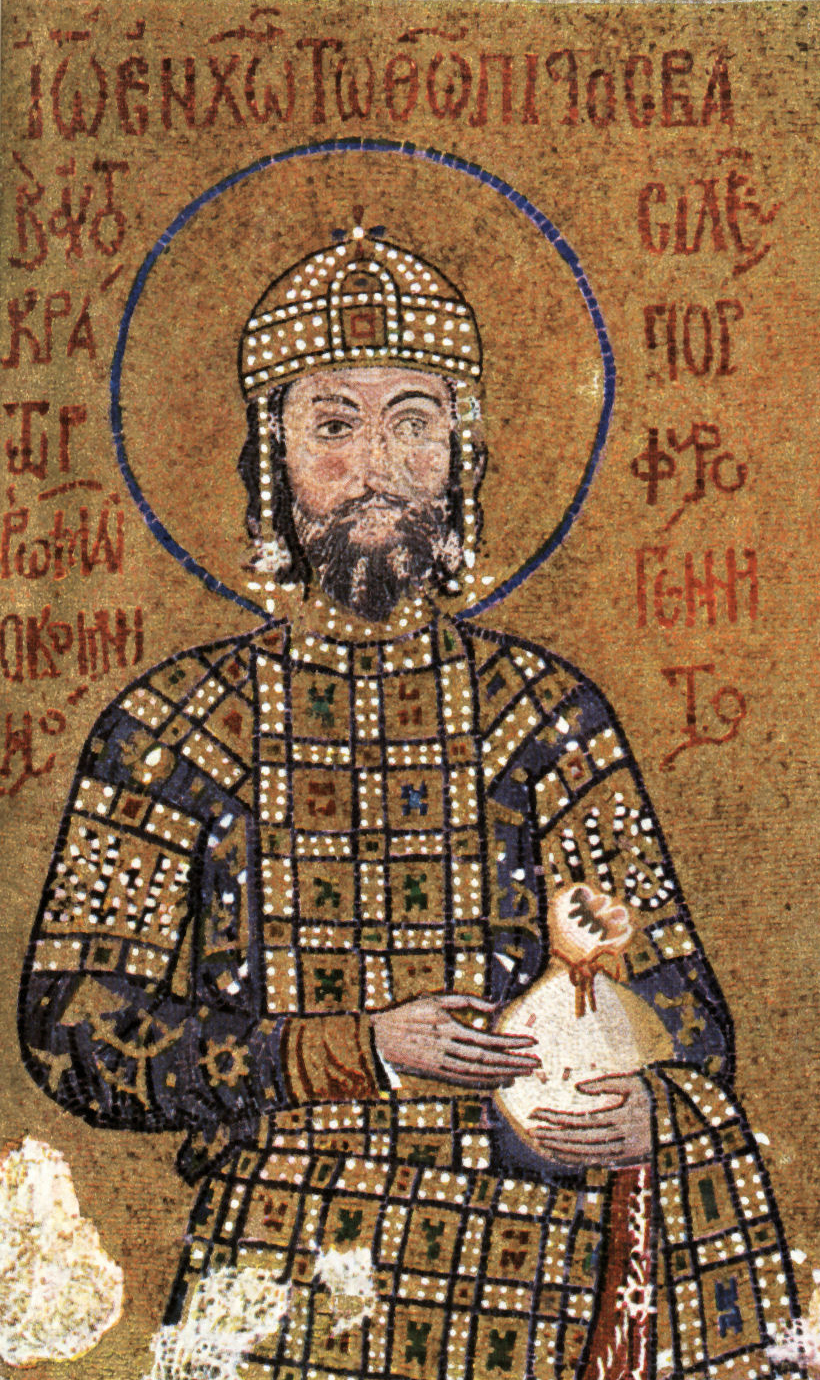
Jan II Komnen

#### Cesarze bizantyjscy
- Jan I Tzimiskes (ok. 925-976), cesarz od 969
- Jan II Komnen (1087–1143), cesarz od 1118
- Jan III Watatzes (ok. 1192–1254), cesarz od 1222
- Jan IV Laskarys (1250–1305), cesarz nicejski 1258–61
- Jan V Paleolog (1332–1391), cesarz od 1341
- Jan VI Kantakuzen (ok. 1285–1383), cesarz 1347–54
- Jan VII Paleolog (1370–1408), cesarz w 1390, współcesarz 1399–1402
- Jan VIII Paleolog (1392–1448), cesarz od 1408

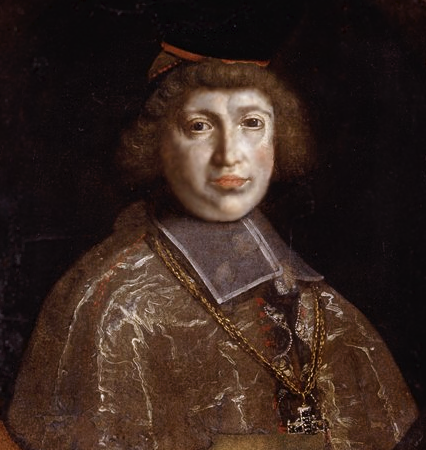
Jan od Książąt Litewskich

#### Królowie i książęta polscy
- Jan I Olbracht (1459–1501), król od 1492
- Jan II Kazimierz (1609–1672), król 1648–68
- Jan III Sobieski (1629–1696), król od 1675
- Jan Kropidło (między 1360 a 1364–1421), książę opolski
- Jan IV (między 1426 a 1430-między 1495 a 1497), książę oświęcimski
- Jan V (?-1513), książę zatorski
- Jan I (między 1410 a 1413–1439), książę opolski
- Jan z Książąt Litewskich (1499–1538), biskup wileński
- Jan Chrystian (1591–1639), książę brzeski
- Jan II Dobry (ok. 1460–1532) – książę opolsko-raciborski

#### Królowie Portugalii
- Jan I Wielki (1357–1433), król od 1385
- Jan II, zw. Księciem Doskonałym (1455–1495), król od 1481
- Jan III Pobożny (1502–1557), król od 1521
- Jan IV Szczęśliwy (1604–1656), król od 1640
- Jan V Wielkoduszny (1689–1750), król od 1706

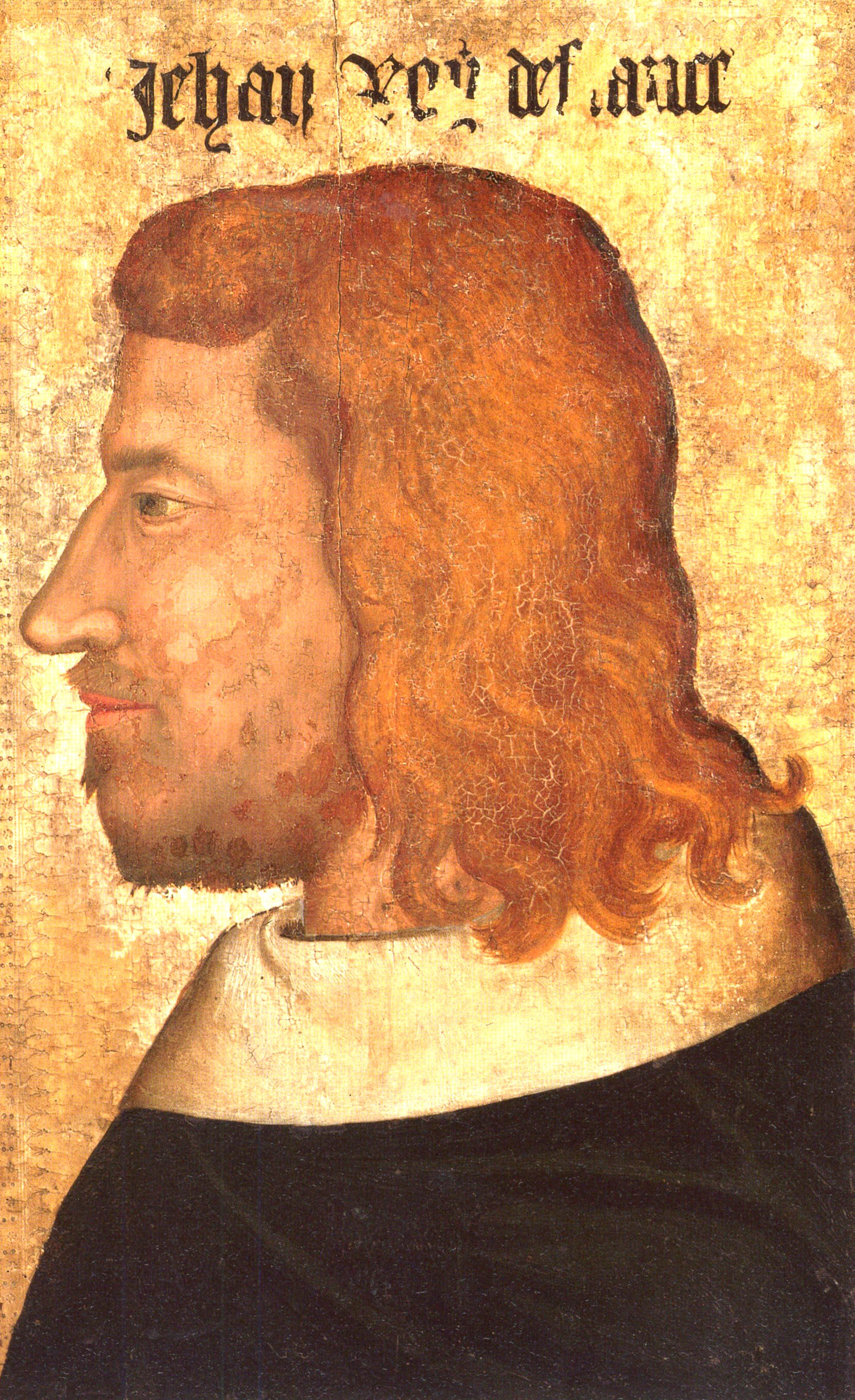
Jan II Dobry

- Jan VI (1767–1826), król od 1816

#### Władcy francuscy
- Jan I Kapetyng, król Francji 1316 (panował 5 dni)
- Jan II Dobry (1319–1364), król Francji od 1350
- Jan bez Trwogi (1371–1419), książę Burgundii od 1404
- Jan I Rudy, książę Bretanii

#### Władcy hiszpańscy
- Jan I Pogrobowiec (1316–1316), król Nawarry i Francji
- Jan II Aragoński (1398–1479), król Nawarry od 1425 i Aragonii od 1458
- Jan II Kastylijski (1405–1454), król Kastylii od 1406
- Jan Karol I (ur. 1938), król Hiszpanii od 1975 do 2014

#### Władcy skandynawscy
- Jan I Sverkersson – król Szwecji 1216–1222
- Jan I (1455–1513), król Danii od 1481, Norwegii od 1483 i Szwecji od 1482 (jako Jan II)
- Jan III Waza (1537–1592), król Szwecji od 1569

#### Władcy brytyjscy
- Jan bez Ziemi (1167–1216), król Anglii od 1199Jan Alchemik

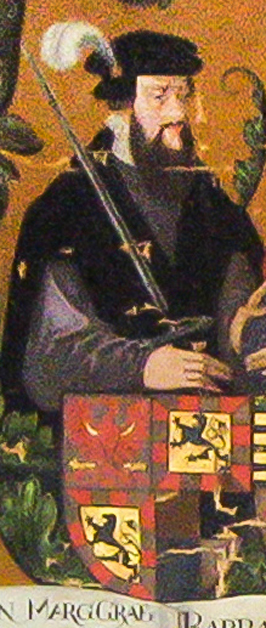
Jan Alchemik

#### Książęta Liechtensteinu
- Jan I Adam (1699-1712)
- Jan I Liechtenstein (1805-1836)
- Jan II Dobry (1858-1929)
- Jan Adam II Liechtenstein (od 1989)

#### Pozostali władcy
- Ksiądz Jan, legendarny władca chrześcijański
- Jan (1242–1277), książę Brunszwiku i Lüneburga od 1252
- Jan Luksemburski (1296–1346), król Czeski od 1310
- Jan, hrabia Kleve od 1347
- Jan Alchemik (1404–1464), margrabia Kulmbach od 1437
- Jan Pokojowy (1490–1539), książę Jülich, książę Bergu i hrabia Ravensbergu od 1511 r., książę Kleve i hrabia Mark (jako Jan III) od 1521 r.
- Jan II Zygmunt Zápolya (1540–1571), książę Siedmiogrodu od 1559
- Jan IV Kassa (ok. 1832–1889), cesarz Etiopii od 1872
- Jan I Askańczyk, margrabia Brandenburgii

### Duchowni
- Jan Hus (ur. 1370, zm. 1415, czeski reformator religijny, spalony na stosie 6 lipca 1415 r. podczas soboru w Konstancji

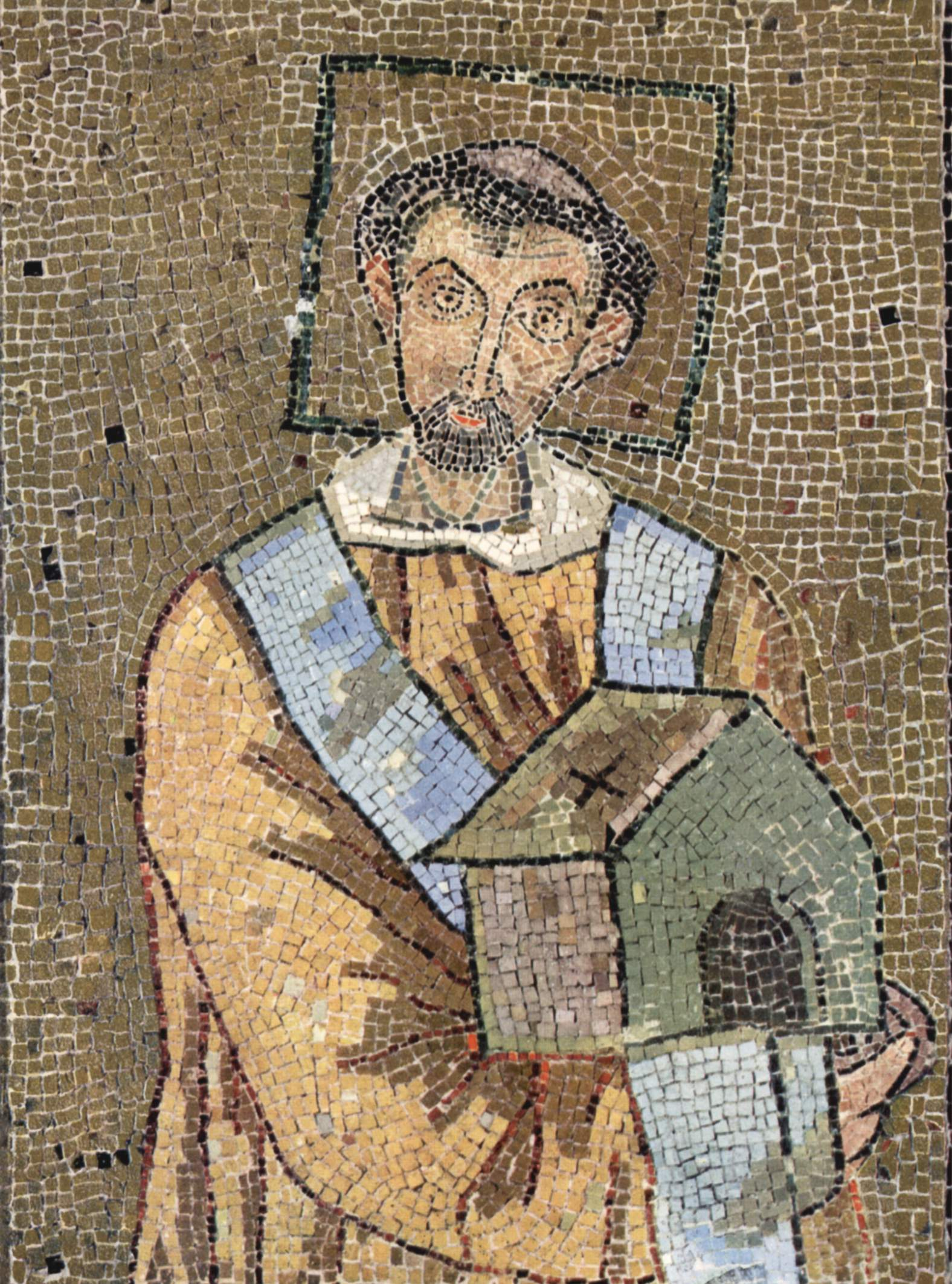
Jan VII

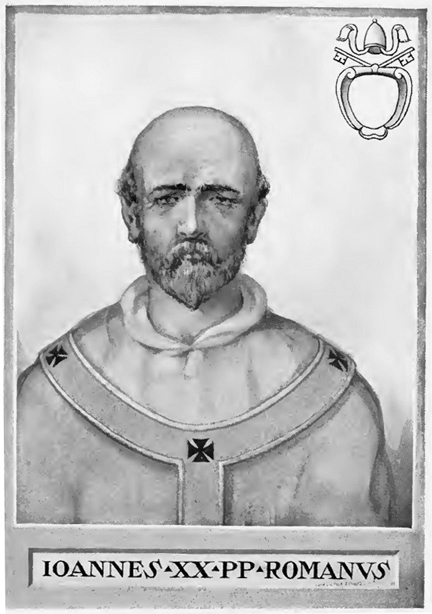
Jan XIX

### Papieże
- Jan I, święty, papież 523-526
- Jan II, papież 533-535
- Jan III, papież 561-574
- Jan IV
- Jan V
- Jan VI
- Jan VII
- Jan VIII
- Jan IX
- Jan X, papież 914-928
- Jan XI
- Jan XII (ok. 937-964), papież od 955
- Jan XIII
- Jan XIV
- Jan XV
- Jan XVI, antypapież 997-998
- Jan XVII
- Jan XVIII
- Jan XIX
- Jan XXI
- Jan XXII (ok. 1245–1334), papież 1316–1334
- Jan XXIII (ok. 1370–1419), antypapież 1410–1415
- Jan XXIII (1881–1963), papież 1958–1963, święty
- Jan Paweł I (1912–1978), papież 1978, błogosławiony
- Jan Paweł II (1920–2005), papież 1978–2005, święty

### Patriarchowie Konstantynopola

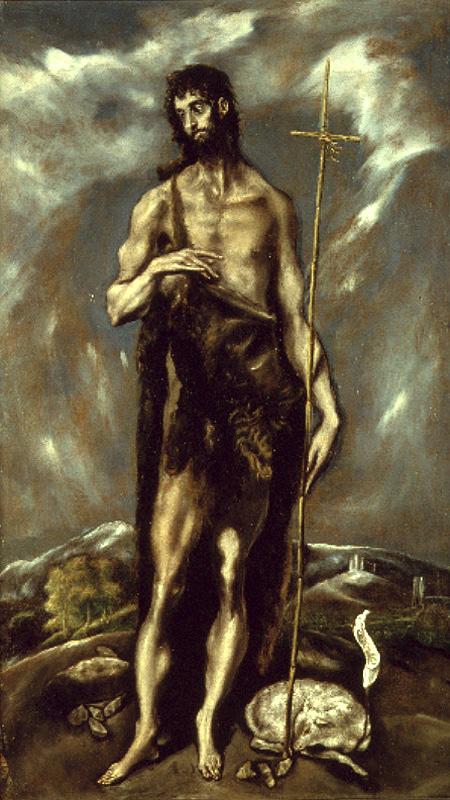
Jan Chrzciciel

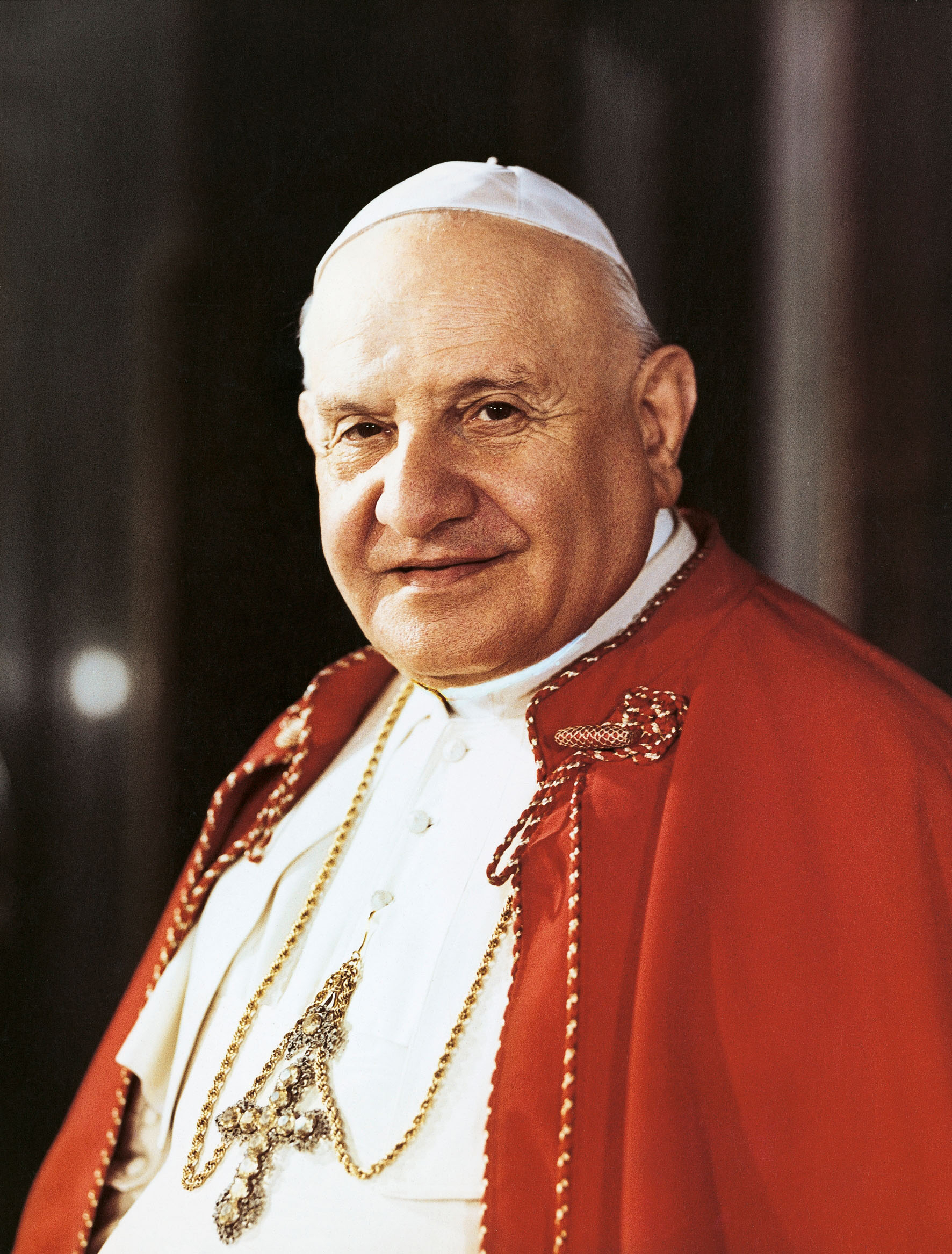
Jan XXIII

- Jan Chryzostom
- Jan IV Postnik
- Jan VI
- Jan VII Gramatyk

### Święci i błogosławieni
- Jan Chrzciciel (ok. 8 p.n.e. – ok. 28 n.e.) – ostatni prorok, zapowiedział i wskazał Mesjasza, krewny Jezusa Chrystusa
- Jan Ewangelista (?-koniec I w.) – apostoł Jezusa Chrystusa, autor czwartej kanonicznej ewangelii, trzech listów oraz Apokalipsy
- Jan (męczennik) (zm. 26 czerwca 362) – męczennik czasów cesarza Juliana Apostaty, wspominany razem z Pawłem
- Jan Chryzostom (ok. 350-407) – biskup Konstantynopola, Ojciec Kościoła
- Jan z Neapolu (zm. 432)
- Jan Kasjan (ok. 360-435)
- Jan I, papież 523-526
- Jan Klimak (przed 579-ok. 649)
- Jan Damasceński (ok. 650-ok. 749) – mnich, Ojciec Kościoła
- Jan z Bridlington (1319–1379)
- Jan Nepomucen (ok. 1350–1393)
- Jan Kapistran (1386–1453
- Jan z Celle (ok. 1310 – ok. 1394)
- Jan Kanty (1390–1473) – profesor Akademii Krakowskiej
- Jan z Dukli (ok. 1414–1484) – polski franciszkanin, pustelnik
- Jan Boży (1495–1550) – założyciel bonifratrów
- Jan od Krzyża (1542–1591) – hiszpański karmelita, mistyk
- Jan Sarkander (1576–1620)
- Jan de Brébeuf (1593–1649)
- Jan Chrzciciel de la Salle (1651–1719) – francuski duchowny, założyciel zgromadzenia braci szkolnych
- Święty Jan Józef od Krzyża (1654-1734) – włoski franciszkanin, asceta
- Jan Maria Vianney (1786 – 1859) francuski duchowny katolicki, proboszcz z Ars
- Jan Kronsztadzki (1829–1909)
- Jan Bosko (1815–1888) – włoski duchowny, wychowawca młodzieży, założyciel salezjanów
- Jan Roman (zm. 1628), męczennik japoński, błogosławiony
- Papież Jan XXIII
- Jan z Ávili
- Juan Diego – Indianin z Meksyku, wizjoner

Jan Stryprock

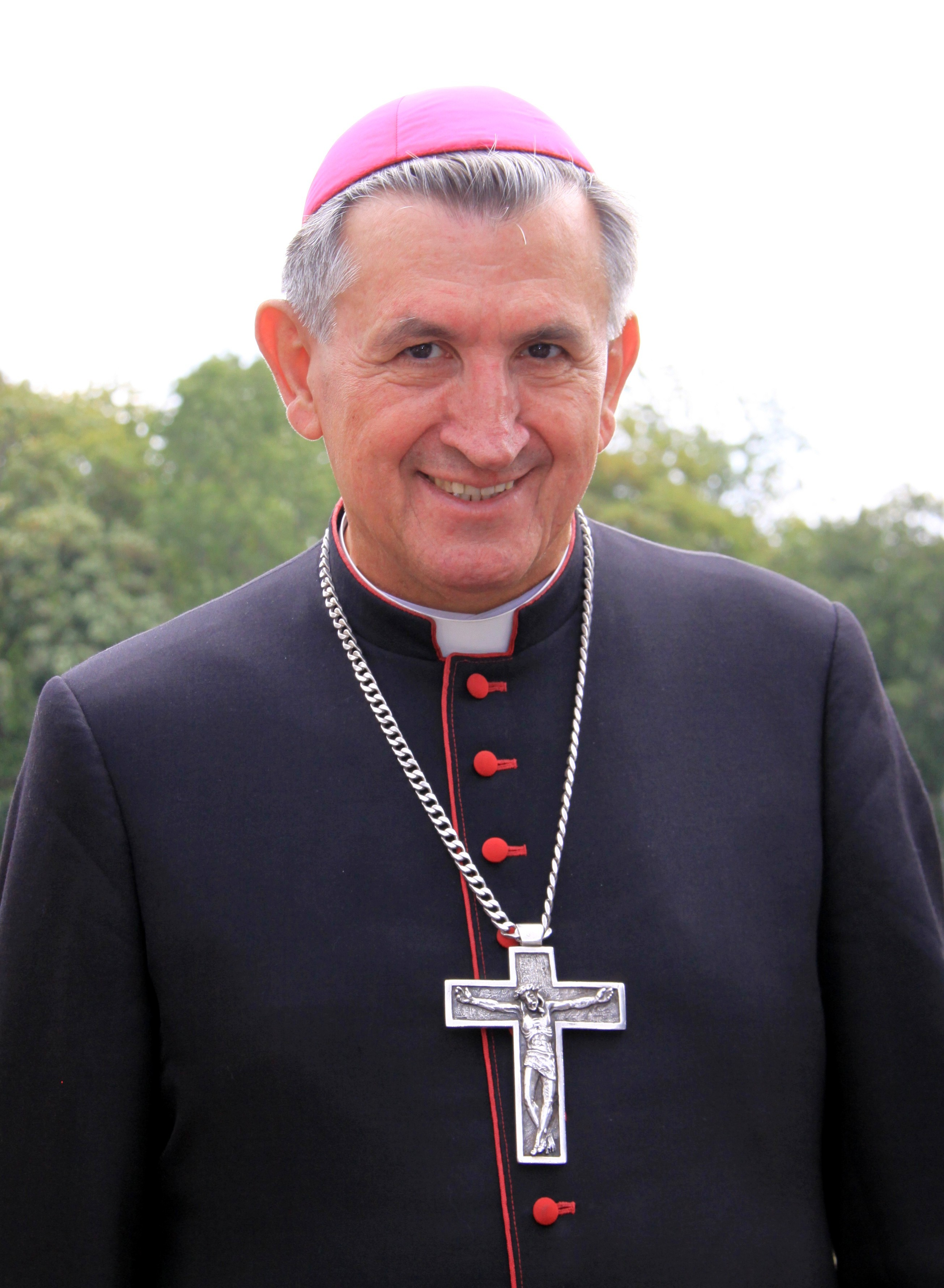
Jan Styrna

- Papież Jan Paweł II

### Biskupi polscy
- Jan (biskup gnieźnieński 1404–1411)
- Jan (biskup gnieźnieński 1434–1469)
- Jan (biskup gnieźnieński 1501–1517)
- Jan (biskup kijowski 1434–1466)
- Jan (biskup kijowski 1477–1483)
- Jan (biskup kujawski)
- Jan (biskup lubuski)
- Jan (biskup serecki)
- Jan (biskup wrocławski)
- Jan Gerbicz (ok. 1240–1297), biskup poznański
- Jan Muskata (ok. 1250–1320), biskup krakowski
- Jan Grot (ok. 1290–1347), biskup krakowski
- Jan z Miśni (?-1355), biskup warmiński
- Jan Stryprock (?-1373), biskup warmiński
- Jan Doliwa (?-1374), biskup poznański
- Jan Radlica (?-1392), biskup krakowski
- Jan Biskupiec (1377–1452), biskup chełmski
- Jan Lutkowic z Brzezia (ok. 1405–1471), biskup krakowski
- Jan Dantyszek (1485–1548), biskup chełmiński
- Jan Albert Waza biskup warmiński
- Jan Zaręba (1910–1986), biskup włocławski
- Jan Chrapek (1948–2001), biskup radomski
- Jan Tyrawa (1948– ), biskup bydgoski
- Jan Wątroba (1953– ), biskup rzeszowski
- Jan Wieczorek (1935– ), biskup gliwicki
- Jan Zając (ur. 1939), biskup krakowski
- Jan Śrutwa (ur. 1940), biskup zamojsko-lubaczowski
- Jan Styrna (1941– ), biskup elbląski
- Jan Maria Michał Kowalski – arcybiskup mariawicki, męczennik, święty Kościoła Katolickiego Mariawitów

### Pozostałe osoby
- Jochanan – postać biblijna, przywódca grupy uchodźców żydowskich zmierzającej do Egiptu
- Janick Gers – gitarzysta heavymetalowego zespołu Iron Maiden

### Ewan

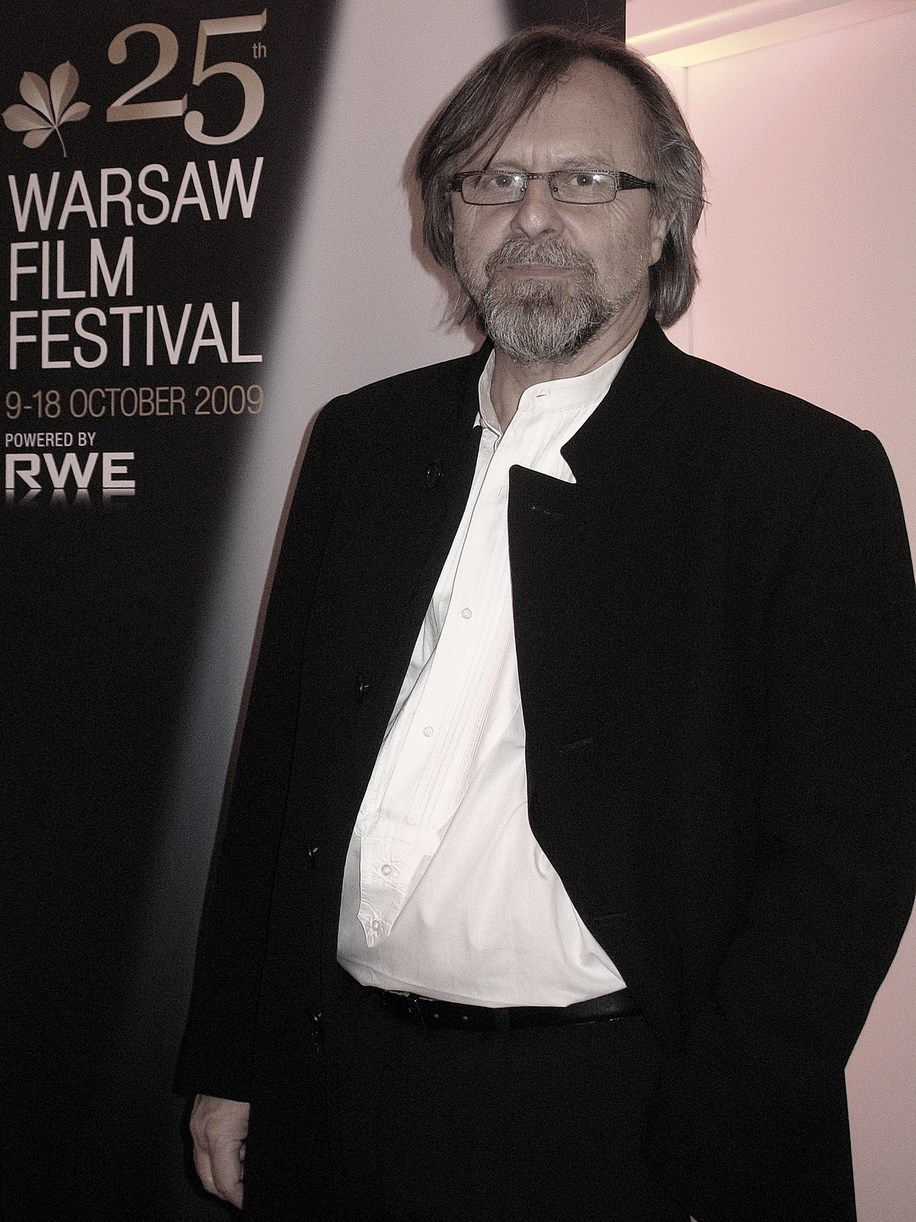
Jan A.P. Kaczmarek

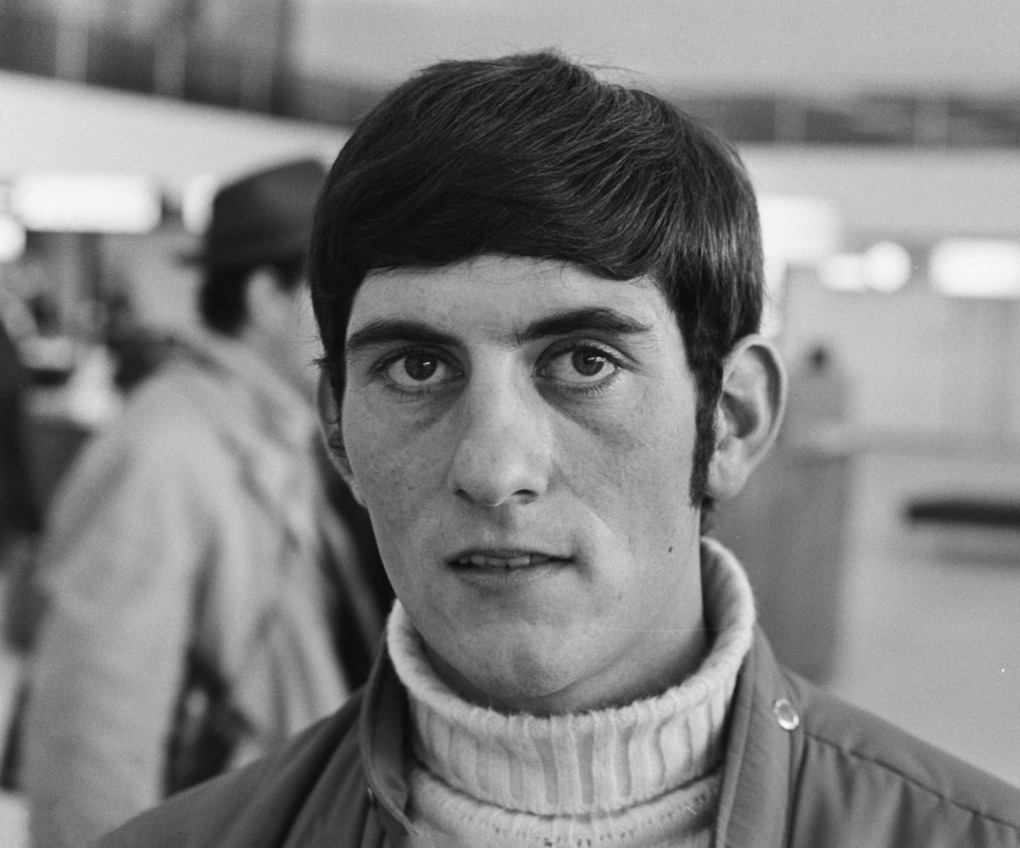
Jan Bazen

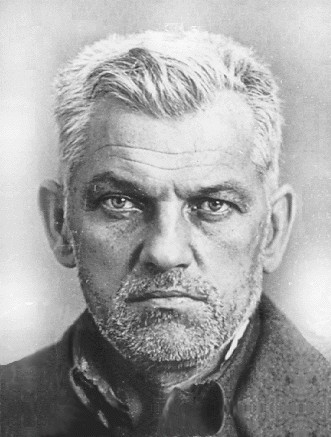
Jan Berzin

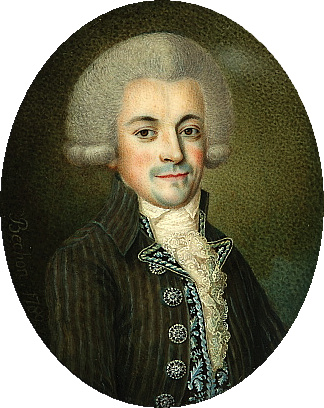
Jan Chrystian Kamsetzer

- Ewan McGregor

### Jan
- Jan A.P. Kaczmarek
- Jan Abezier
- Jan Stanisławowicz Abramowicz
- Jan Adamczewski
- Jan Adamski
- Jan Adamus
- Jan Akkerman
- Jan Ámos Komenský
- Jan Andrzej Kłoczowski
- Jan Andrzej Morsztyn
- Jan Anasiewicz
- Jan Bołoz Antoniewicz
- Jan Antonowicz Berzin
- Jan Artur Bernard
- Jan August Kisielewski
- Jan Banaś
- Jan Baptysta Motty
- Jan Baptysta Quadro
- Jan Baptysta Wenecjanin
- Jan Baranowski
- Jan Barcz
- Jan Baszkiewicz
- Jan Batory
- Jan Bazen
- Jan Bednarek
- Jan Beffinger
- Jan Berdak
- Jan Berger
- Jan Berry
- Jan Berzin
- Jan Bestry
- Jan Betley
- Jan Białk
- Jan Białostocki
- Jan Bielecki
- Jan Blokhuijsen
- Jan Boklöv
- Jan Bombek
- Jan Borysewicz – muzyk, gitarzysta i założyciel zespołu Lady Pank
- Jan Brożek
- Jan Brueghel (młodszy)
- Jan Brueghel – malarz
- Jan Brzechwa – poeta

- Jan Bugaj
- Jan Bułhak

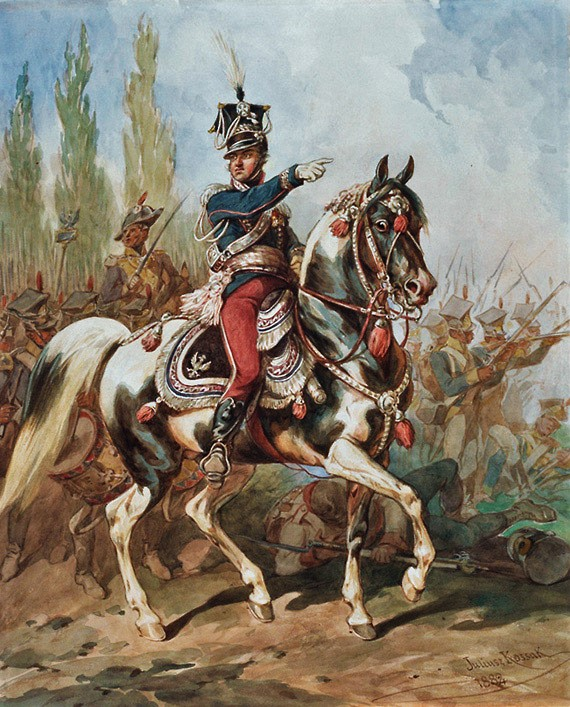
Jan Henryk Dąbrowski

- Jan Bury – polityk powiązany z PSL
- Jan Bury – polityk powiązany z PiS
- Jan Byra
- Jan Bytnar
- Jan Chmurowicz
- Jan Christian Kamsetzer
- Jan Chryzostom Pasek
- Jan Cieślik – generał LWP
- Jan Cybis
- Jan Czekanowski
- Jan Czerski
- Jan Czochralski – chemik, metaloznawca
- Jan Dąb-Kocioł
- Jan Dąbrowski
- Jan Henryk Dąbrowski – dowódca legionów, generał
- Jan Dąbski
- Jan de Weryha-Wysoczański
- Jan de Witt
- Jan Dąbrowski
- Jan Dembowski
- Jan Długosz
- Jan Domański
- Jan Domański

- Jan Duns Szkot
- Jan Dworak
- Jan Dylik
- Jan Dziedziczak
- Jan Dzierżon

- Jan Englert

- Jan Ernst

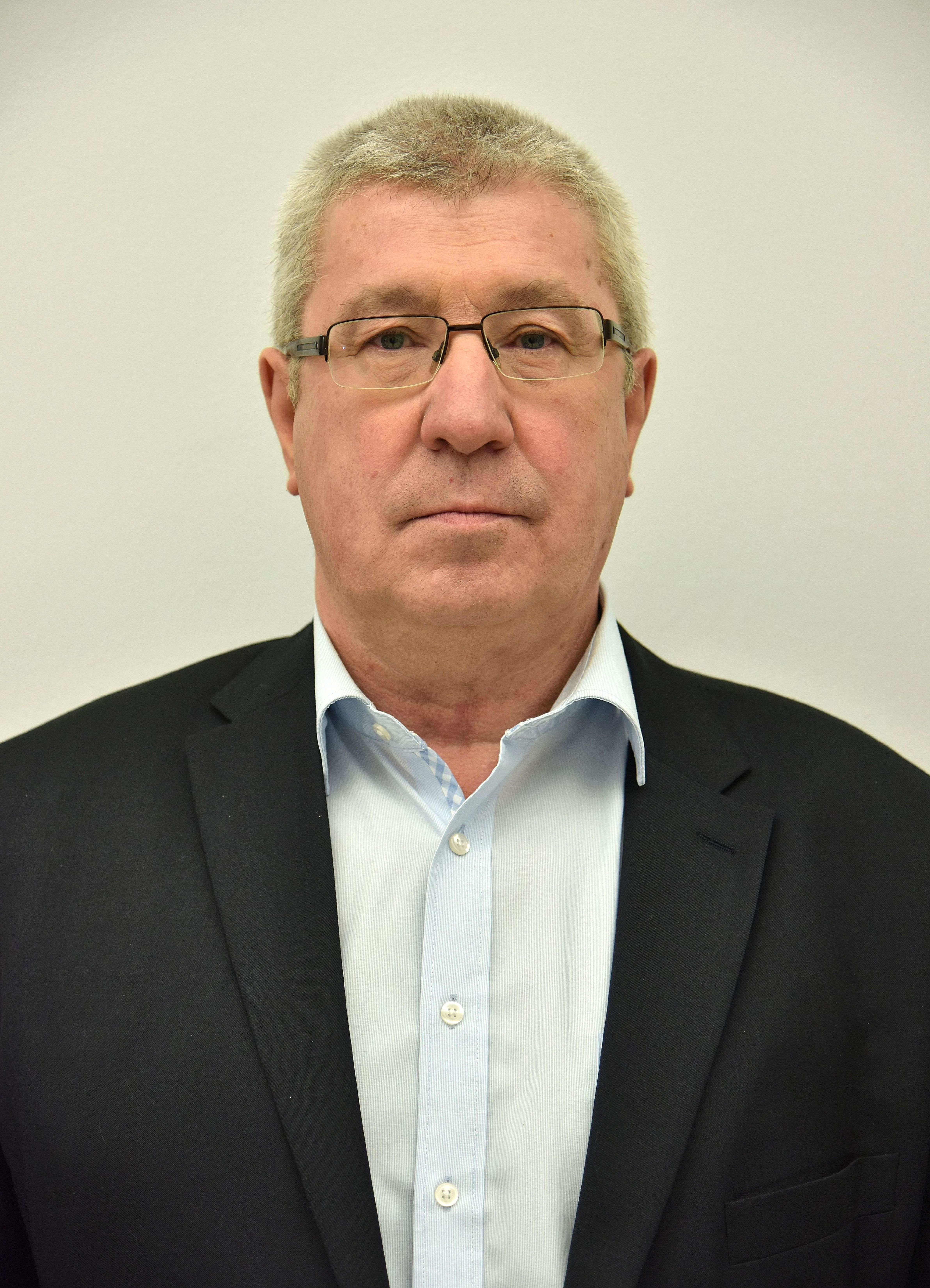
Jan Dworak

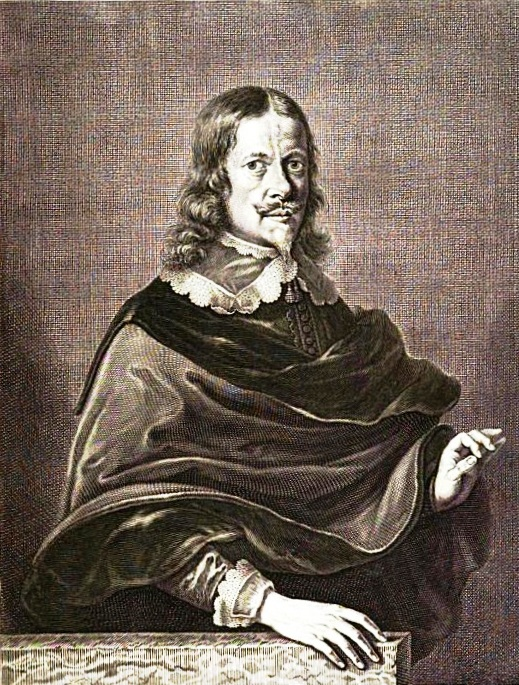
Jan Heweliusz

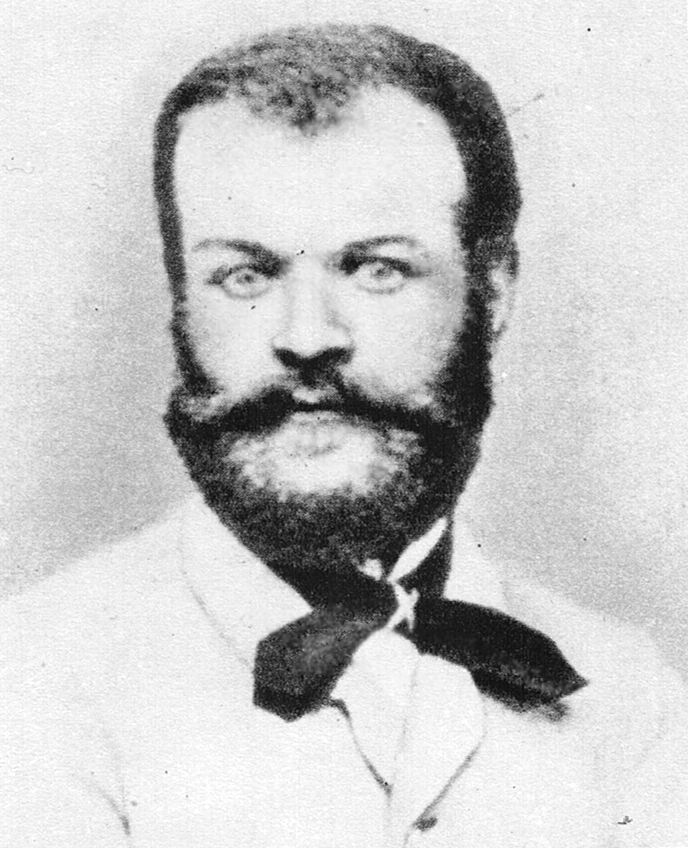
Jan Jeziorański

- Jan Farurej z Garbowa (?-1453) – rycerz, starosta spiski i stolnik krakowski
- Jan Flis
- Jan Garbarek
- Jan Gebauer
- Jan Góra – doktor, dominikanin
- Jan Graczyk – artysta rzeźbiarz
- Jan Grudziński
- Jan Gwalbert Pawlikowski
- Jan Habdas
- Jan Hartknoch
- Jan Henryk Newman
- Jan Henryk Rosen
- Jan Heweliusz
- Jan Himilsbach
- Jan Hörl
- Jan Hudec
- Jan Hunyady
- Jan Hus
- Jan Jakub Kolski
- Jan Jakub Rousseau
- Jan Jarota
- Jan Jeleński
- Jan Jerzy Pinzel – rzeźbiarz i snycerz barokowy
- Jan Jerzy Plersch – rzeźbiarz i snycerz barokowy
- Jan Jeziorański
- Jan Józef Haar
- Jan Józef Lipski
- Jan Józef Szczepański
- Jan Kaczmarek – profesor technologii maszyn
- Jan Kaczmarek – artysta kabaretowy
- Jan Kaldeborn
- Jan Kalwin
- Jan Kanty Działyński

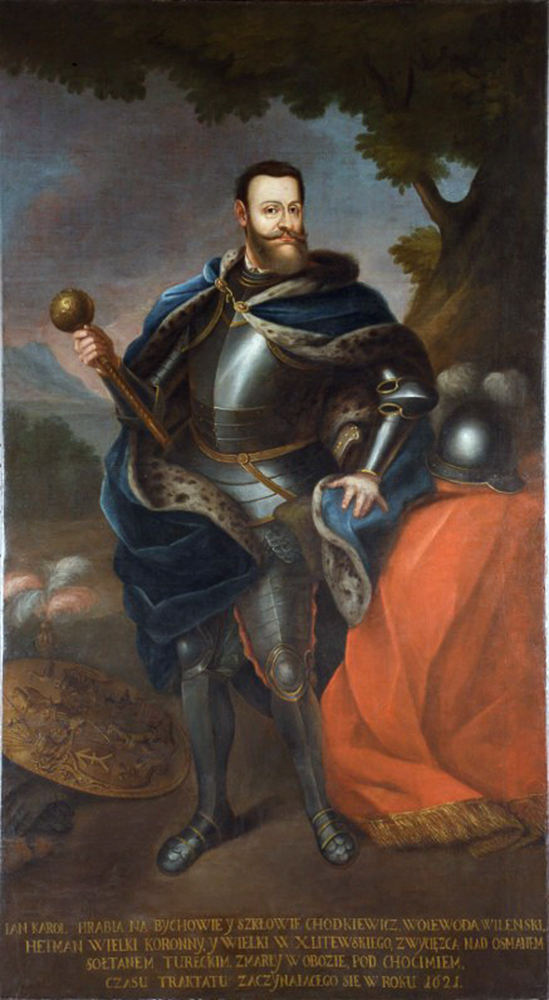
Jan Karol Chodkiewicz

- Jan Kanty Pawluśkiewicz – kompozytor
- Jan Karcz
- Jan Karol Chodkiewicz
- Jan Karol Konopacki
- Jan Kasprowicz
- Jan Kepler – astronom
- Jan Kidawa-Błoński
- Jan Kiepura
- Jan Kiliński
- Jan Kochanowski – poeta
- Jan Kodeš
- Jan Konstanty Żupański
- Jan Koteja
- Jan Krenz-Mikołajczak
- Jan Krzysztof Ardanowski

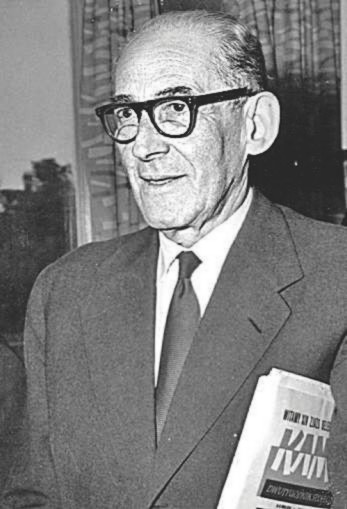
Jan Lesman-Brzechwa

- Jan Krzysztof Bielecki – ekonomista, polityk
- Jan Krzysztof Kluk – polski ksiądz, przyrodnik, badacz flory polskiej
- Jan Kucharzewski
- Jan Kukliński
- Jan Kulczyk
- Jan Lam
- Jan Lechoń
- Jan Lebenstein
- Jan Lemański
- Jan Lesman
- Jan Filip Libicki
- Jan Lityński

- Jan Lubrański
- Jan Lutek z Brzezia
- Jan Łazarski
- Jan Łączny
- Jan Łopata
- Jan Łopuszański
- Jan Łukasiewicz
- Jan Machulski
- Jan Maciaszek
- Jan Marcin Szancer
- Jan Machulski – aktor
- Jan Maria Vianney

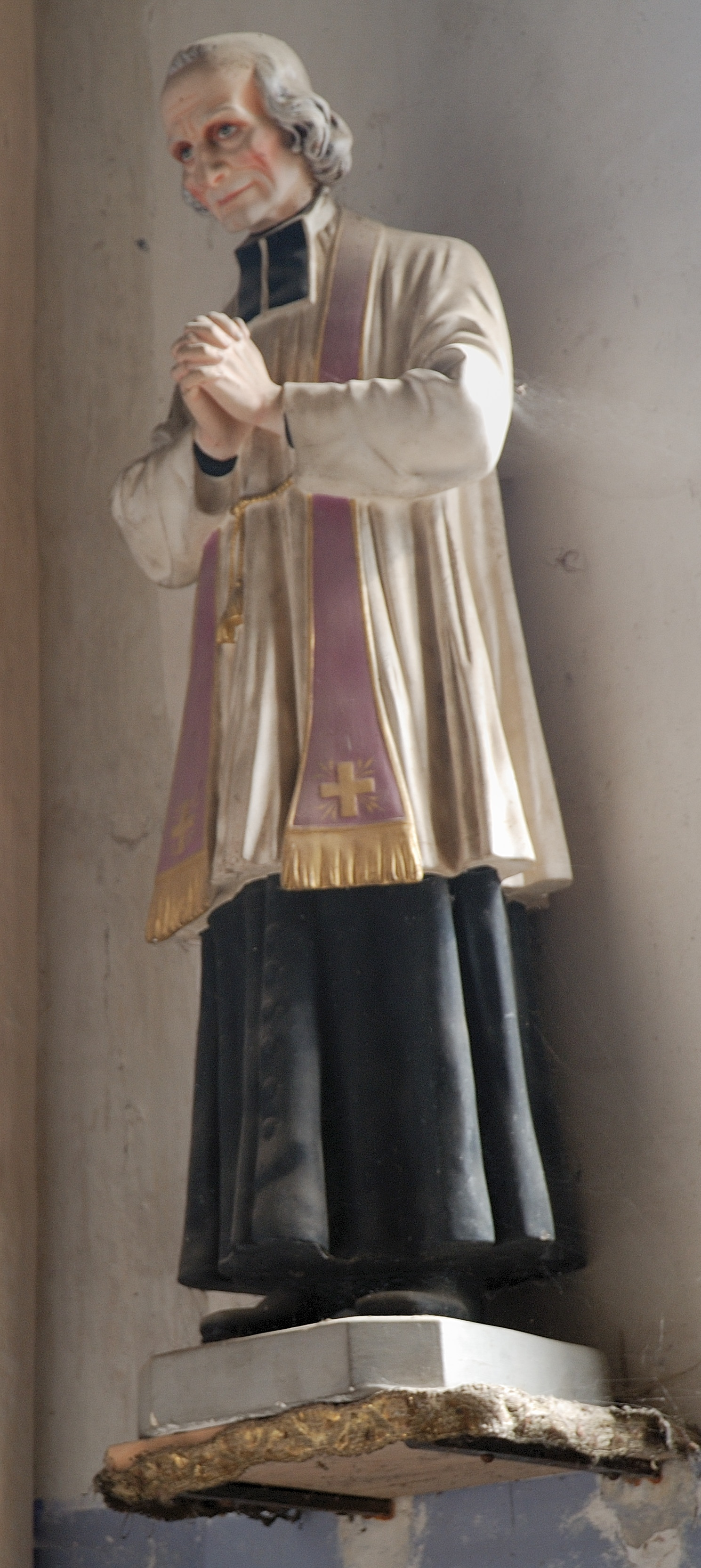
Jan Maria Vianney

- Jan Makowski – polski filozof i teolog ewangelicko-reformowany
- Jan Matejko – malarz
- Jan Matura – skoczek narciarski
- Jan Marek Matuszkiewicz – botanik
- Jan Mauersberger
- Jan Maurycy Borski
- Jan Michał Grubecki
- Jan Mikruta – dziennikarz
- Jan Mielecki
- Jan Miodek
- Jan Młodożeniec
- Jan Mosdorf
- Jan Mulak

- Jan Mycielski, artysta
- Jan Mycielski, matematyk

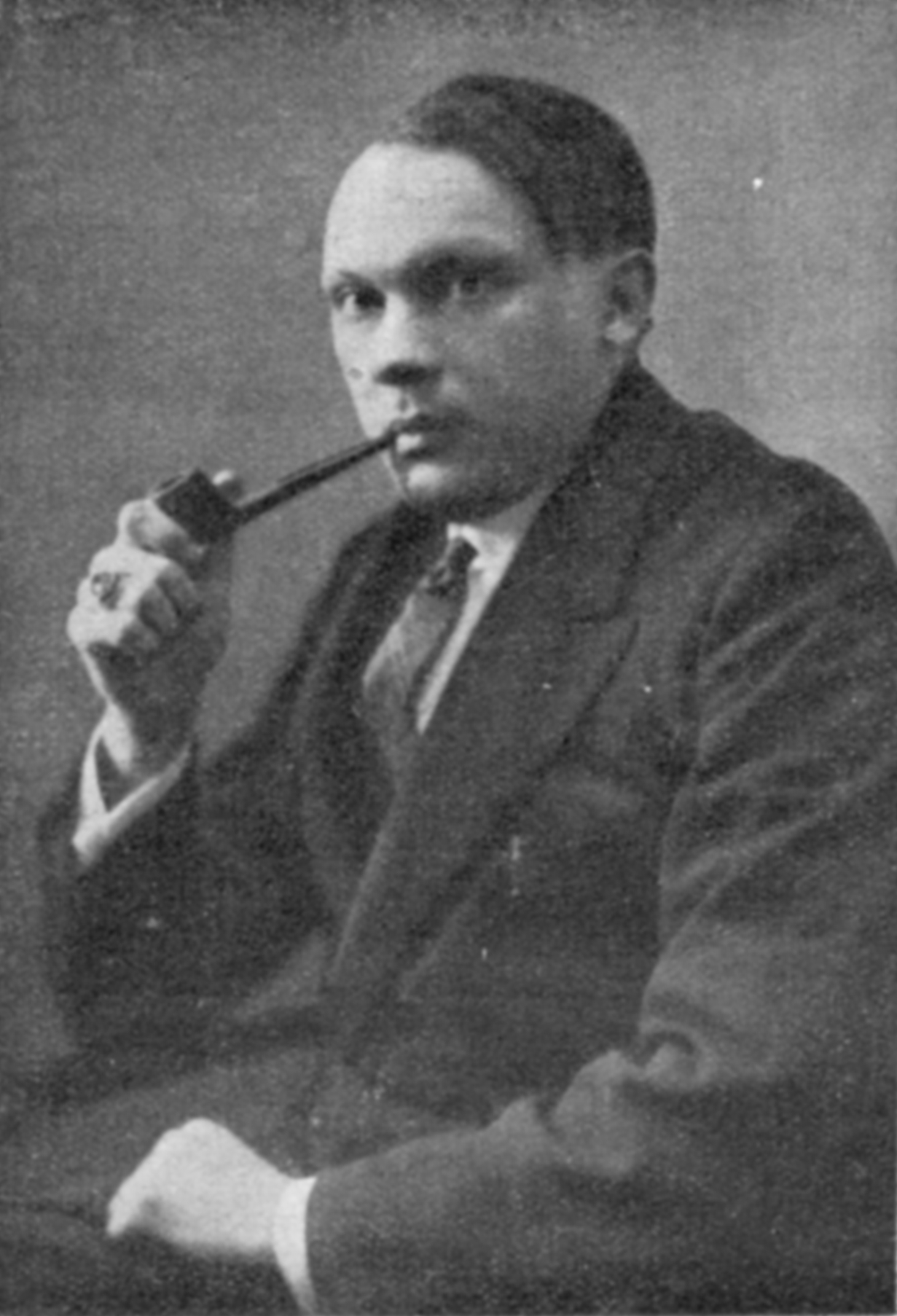
Jan Parandowski

- Jan Nepomucen Miller, polski krytyk literacki i teatralny, poeta, ekspresjonista
- Jan Nepomucen Umiński
- Jan Neruda
- Jan Niecisław Baudouin de Courtenay
- Jan Nowak-Jeziorański
- Jan Olszewski
- Jan Ołdakowski
- Jan Ostoja Matłachowski
- Jan Pająk
- Jan Palach
- Jan Parandowski
- Jan Paweł Lelewel
- Jan Paweł Łuszczewski
- Jan Peszek – polski aktor

- Jan Peder Syse
- Jan Peter Balkenende
- Jan Petersen
- Jan Peter Balkenende
- Jan Pietrzak – satyryk
- Jan Pietrzykowski
- Jan Piotr Norblin
- Jan Piotr Łuczyński
- Jan Plata-Przechlewski
- Jan Bogumił Plersch
- Jan Pogonowski
- Jan Popowski
- Jan Pospieszalski
- Jan Potocki (1761–1815)

- Jan Potocki (zm. 1611)
- Jan Potoczek
- Jan Potulicki
- Jan Przewoźnik
- Jan Puławski – generał LWP
- Jan Pyszko

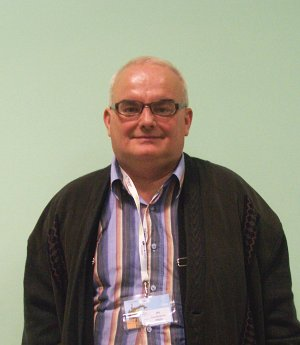
Jan Plata-Przechlewski

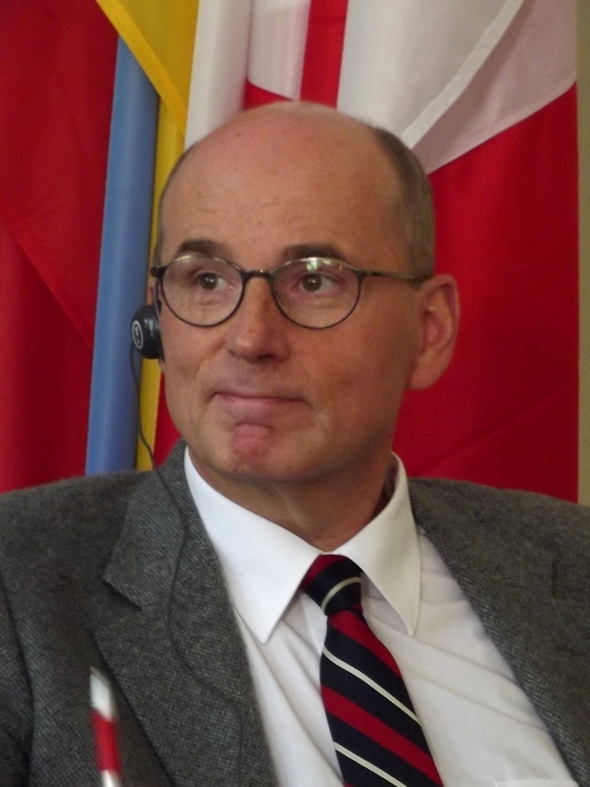
Jan Rokita

- Jan Raczkowski – generał lotnictwa
- Jan Radtke
- Jan Rokita
- Jan Rokosz
- Jan Ryszard Kurylczyk

- Jan Rzepa
- Jan Rzepecki
- Jan Safarewicz
- Jan Samuel Chrzanowski
- Jan Schmid
- Jan Skrzypiński
- Jan Smeekens
- Jan Spychalski

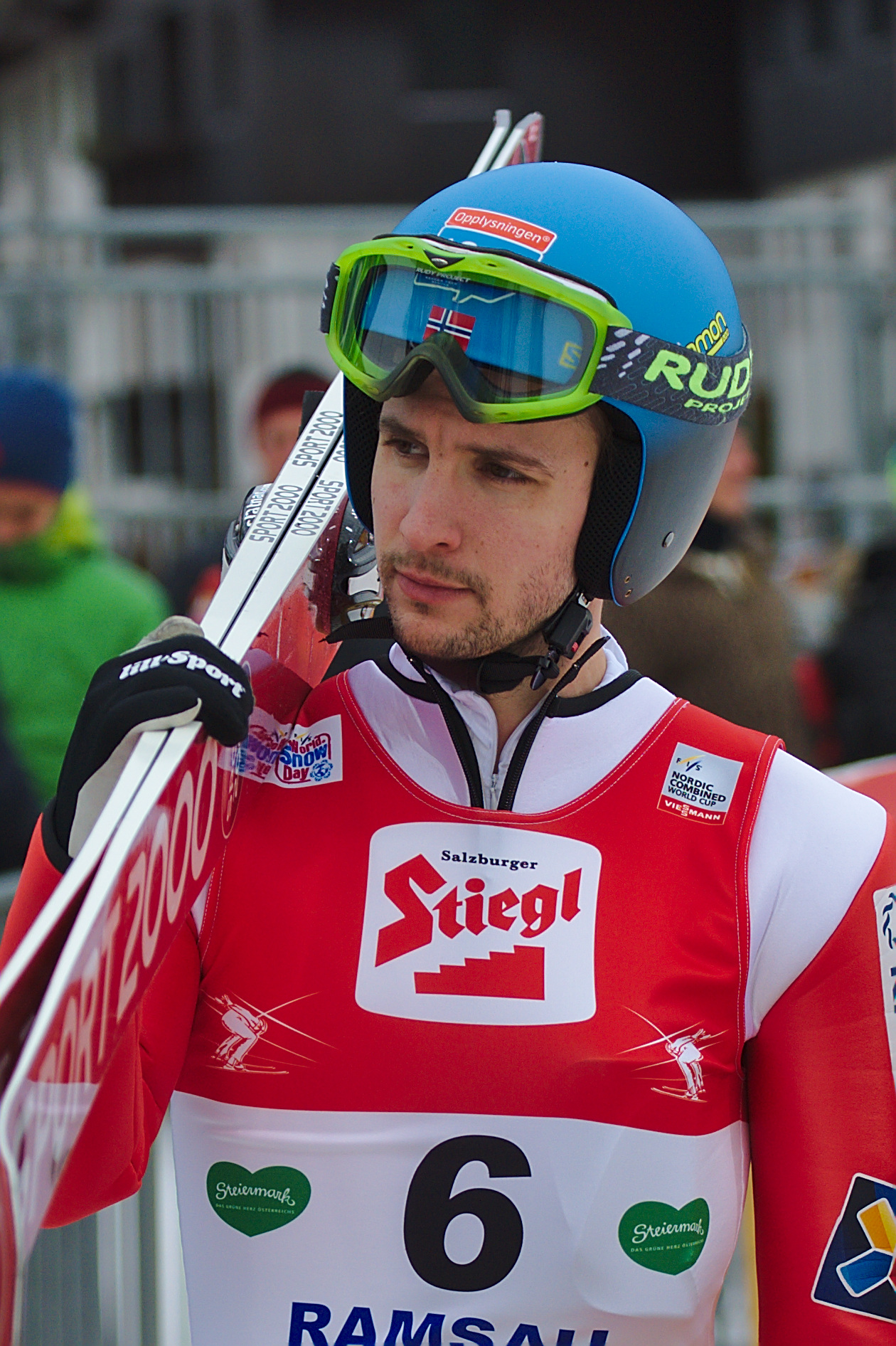
Jan Schmid

- Jan Stanisław Jabłonowski – kanclerz wielki koronny
- Jan Stanisław Prokop
- Jan Stanisław Zbąski
- Jan Stepa
- Jan Strelau
- Jan Stryprock
- Jan Sunderland
- Jan Suzin
- Jan Szczepanik

- Jan Szczepański – socjolog

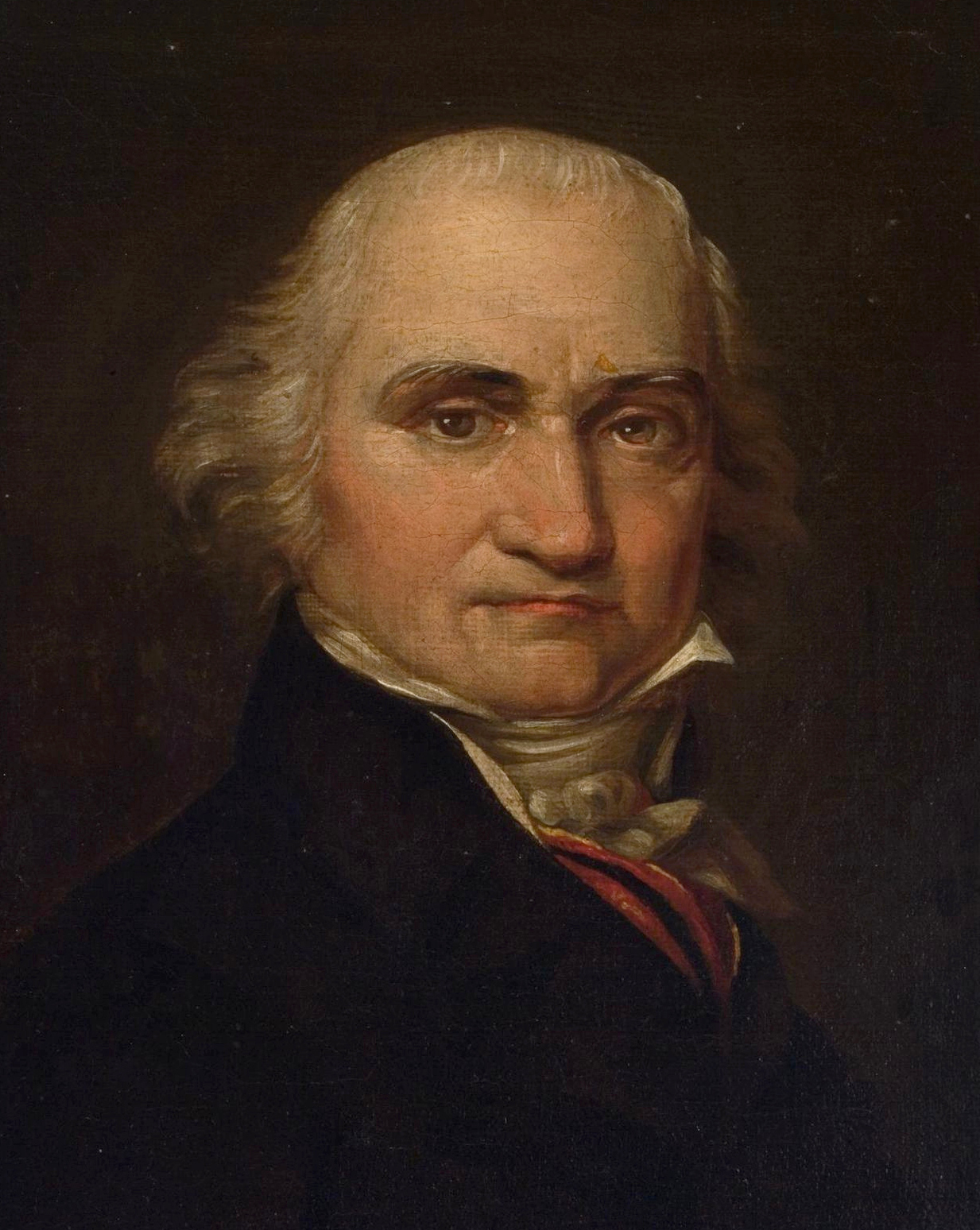
Jan Śniadecki

- Jan Szczepański – mistrz olimpijski
- Jan Sztwiertnia
- Jan Szwajnic
- Jan Szymański
- Jan Szymczyk – socjolog
- Jan Szyszko
- Jan Ślęk
- Jan Śliwiński – generał LWP
- Jan Śniadecki
- Jan Tadeusz Lubomirski
- Jan Amor Tarnowski
- Jan Timman

- Jan Tinbergen
- Jan Tomkowski
- Jan Trepczyk
- Jan Truszczyński
- Jan Turkowski
- Jan Twardowski

- Jan Uphagen
- Jan Váňa
- Jan van Eyck
- Jan Vermeer
- Jan Vertonghen
- Jan Jakub Wejher
- Jan Widacki
- Jan Wilde
- Jan Wimmer
- Jan Wincenty Bandtkie
- Jan Wojciech Kiwerski
- Jan Woleński
- Jan Paweł Woronicz

- Jan Wydra
- Jan Władysław Dawid
- Jan z Kijan
- Jan z Kolna – żeglarz
- Jan z Łajs
- Jan z Miśni
- Jan Zachwatowicz – architekt
- Jan Zamoyski
- Jan Zawiejski

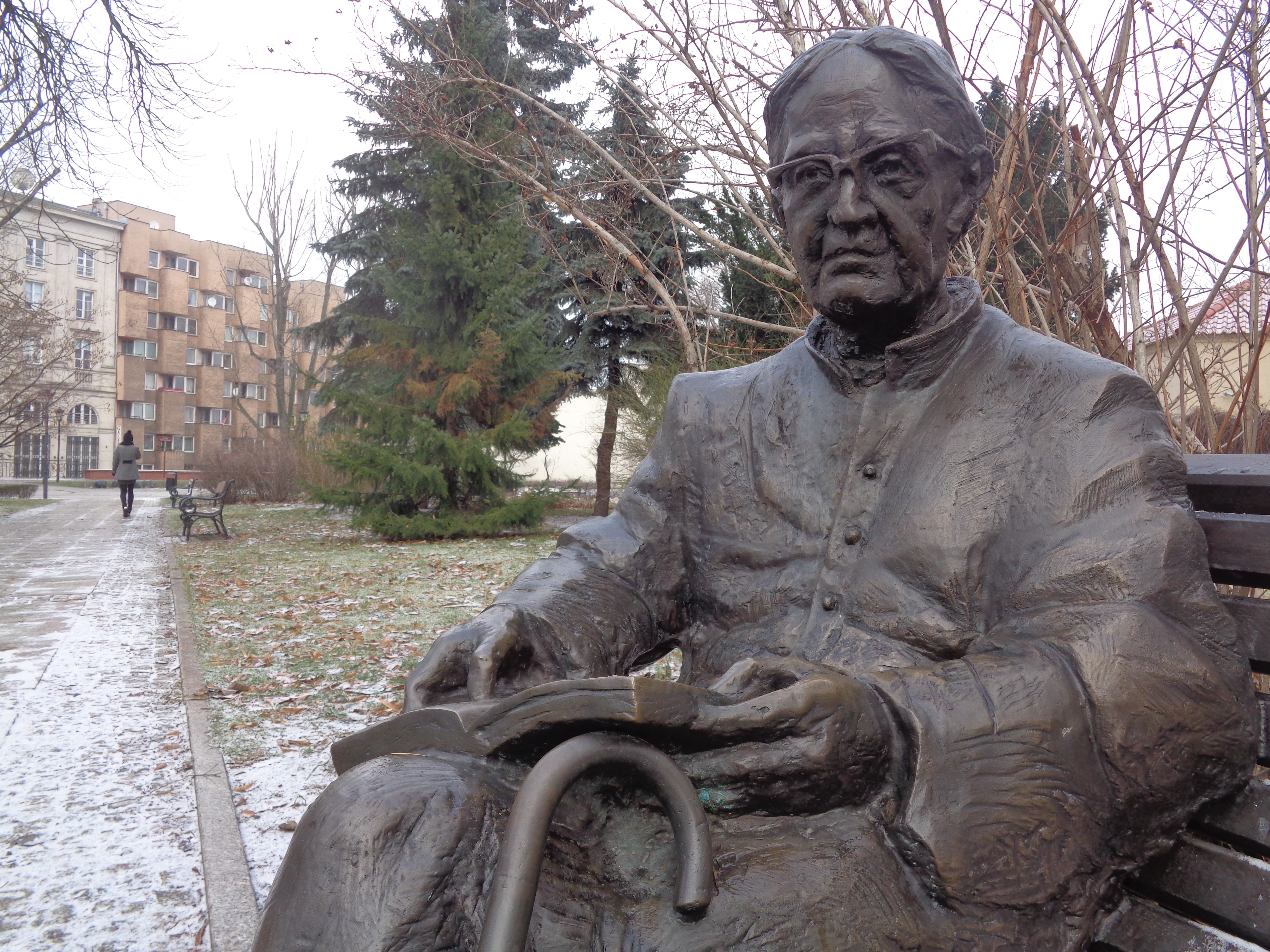
Jan Twardowski

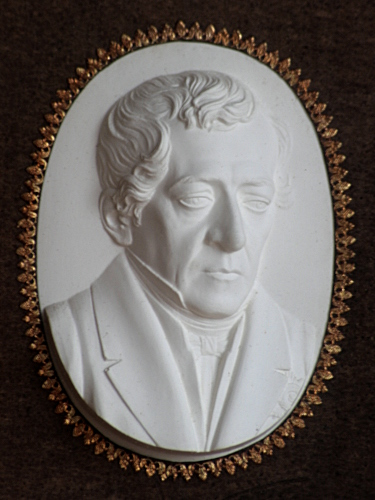
Jan Wincenty Bandtkie

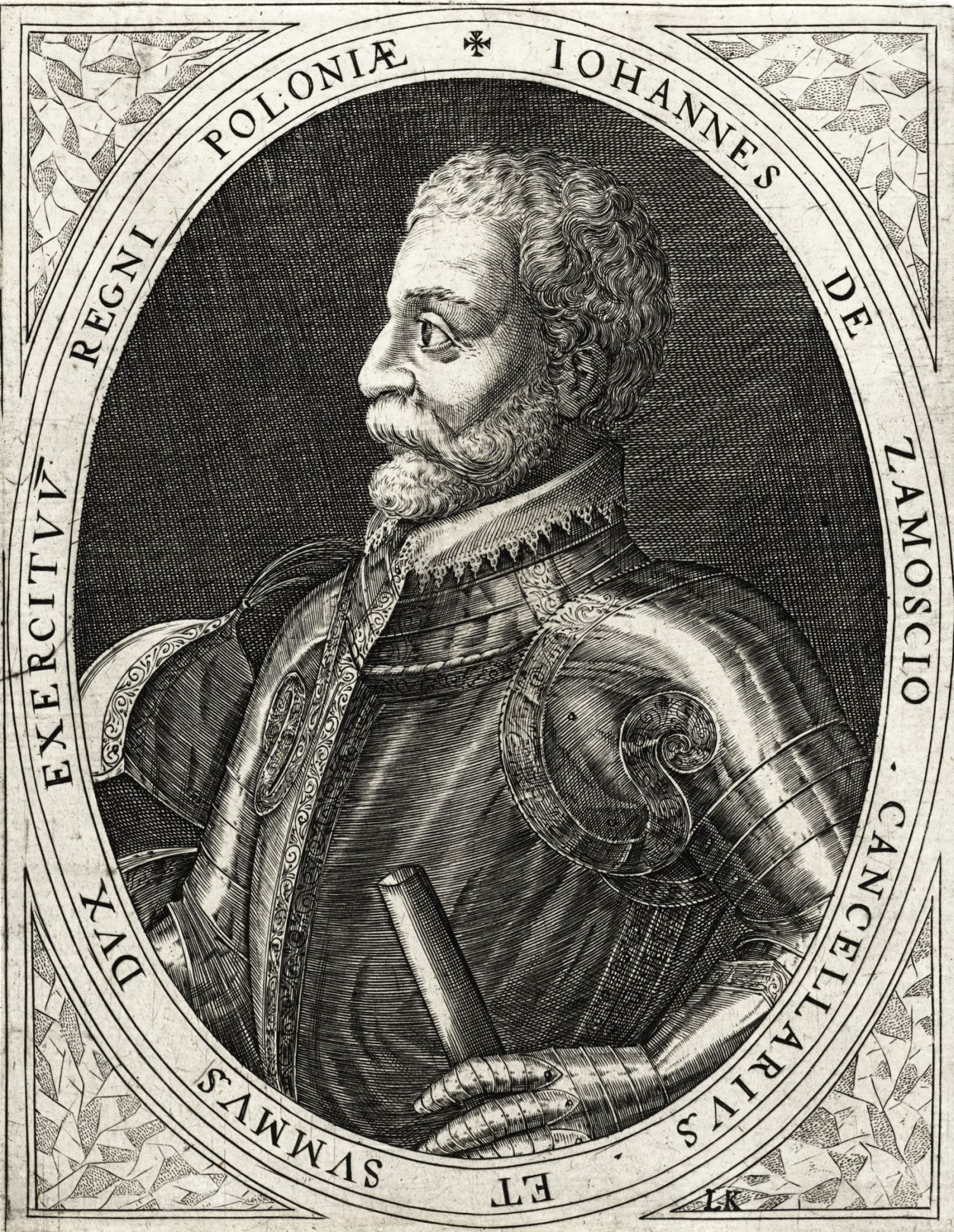
Jan Zamoyski

- Jan Dismas Zelenka – czeski kompozytor
- Jan ze Stobnicy
- Jan Ziemianin
- Jan Ziobro
- Jan Zubowski
- Jan Zumbach
- Jan Zygmunt Skrzynecki
- Jan Żabiński

- Jan Żarnowski
- Jan Żbik
- Jan Žižka
- Jan Železný
- Janko z Czarnkowa

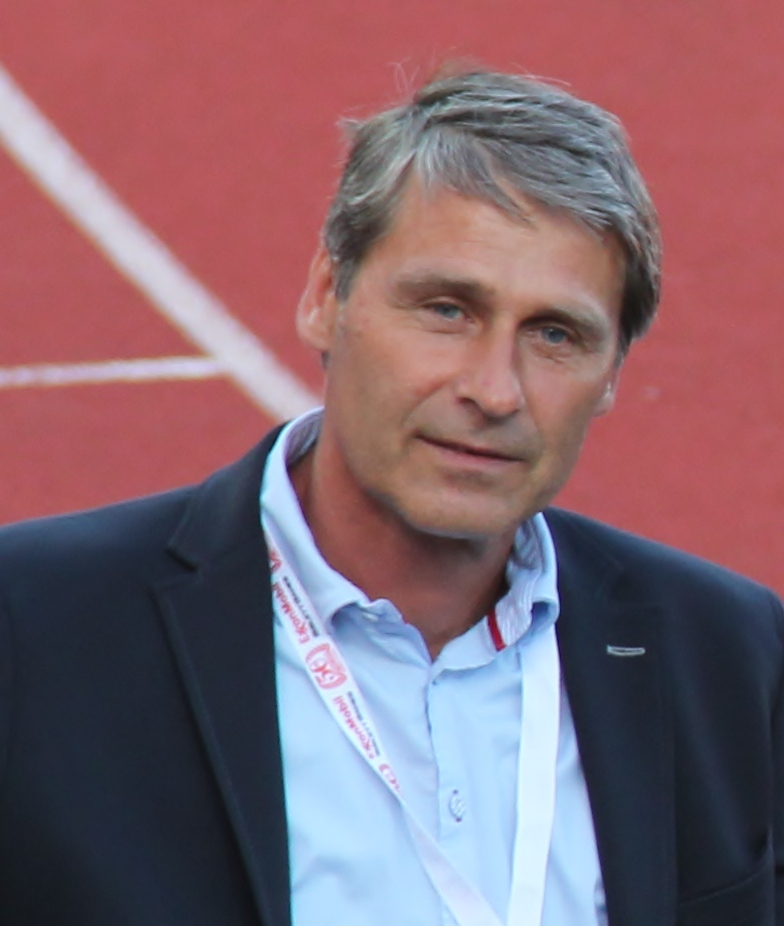
Jan Železný

- Jan Mazoch – czeski skoczek narciarski

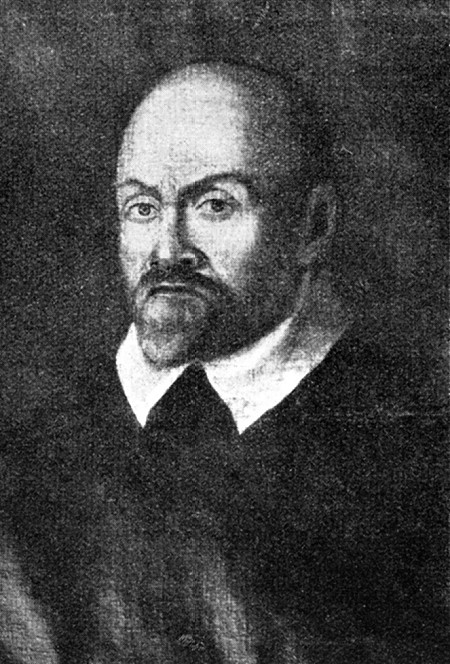
Giovanni Botero

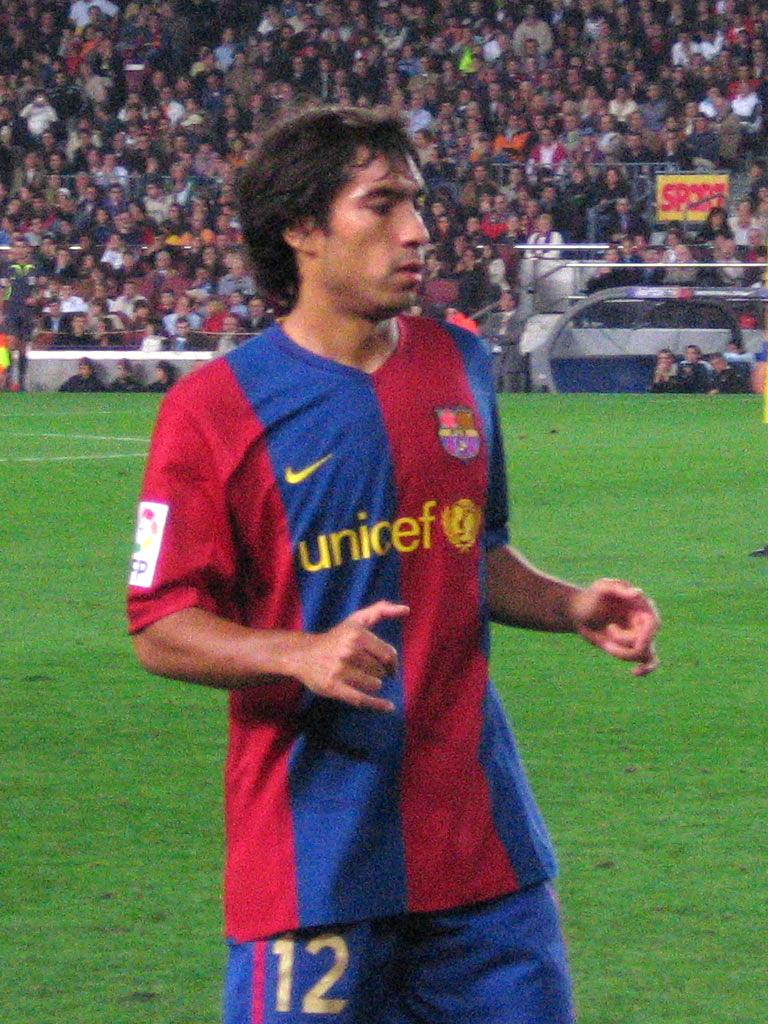
Giovanni van Bronckhorst

- Jan Czuba:
  - Jan Czuba – misjonarz
  - Jan Czuba – werbista

### Giovanni
- Gianlorenzo Bernini
- Giovanni Antonio Facchinetti de Nuce młodszy
- Giovanni Baptista di Quadro z Lugano
- Giovanni Battista Pergolesi – kompozytor
- Giovanni Battista Re – kardynał
- Giovanni Boccaccio
- Giovanni Botero
- Giovanni Caboto
- Giovanni Cassini
- Giovanni Ceva
- Giovanni Colombo
- Giovanni da Palestrina
- Giovanni da Verrazzano
- Giovanni Gabrieli
- Giovanni Gerolamo Saccheri
- Giovanni Mercati
- Giovannino Guareschi
- Giovanni Poleni
- Giovanni Ribisi – amerykański aktor
- Giovanni Saldarini
- Giovanni Schiaparelli
- Giovanni van Bronckhorst – piłkarz, zawodnik FC Barcelony
- Giovanni Villani

### Hannes

Hans Eysenck

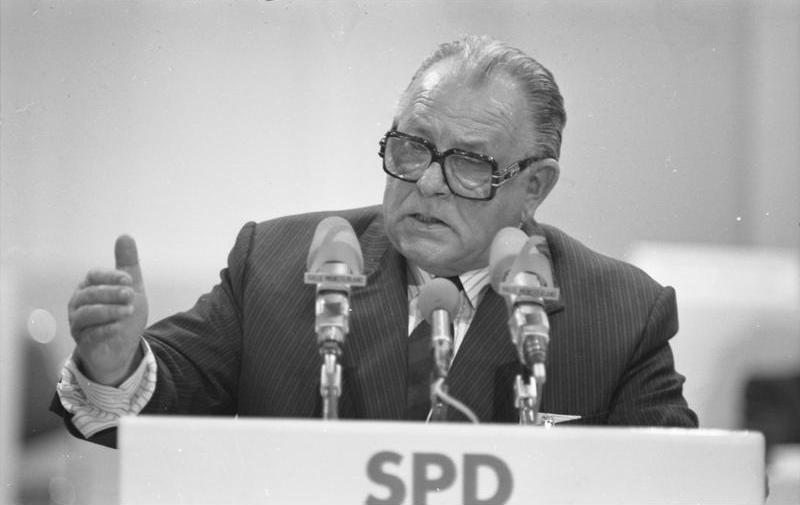
Hans-Jürgen Wischnewski

- Hannes Meyer
- Hannes Reichelt
- Hannes Trinkl

### Hans
- Hans Aanrud – pisarz norweski
- Hans Ahlmann
- Hans Christian Andersen
- Hans Niklas Andersen
- Hans Christian Ørsted
- Hans Erich Nossack
- Hans Eysenck
- Hans Frank
- Hans Geiger
- Hans-Georg Gadamer
- Hans Gmür
- Hans Gotland
- Hans Gross
- Hans Hermann Groër
- Hans Holbein
- Hans Holbein
- Hans Hollein
- Hans Johannes Daniel Jensen
- Hans-Jürgen Wischnewski
- Hans Kelsen
- Hans Kloß
- Hans Lammers
- Hans-Peter Kaul
- Hans Selye
- Hans Vaihinger
- Hans von Aachen – malarz niemiecki

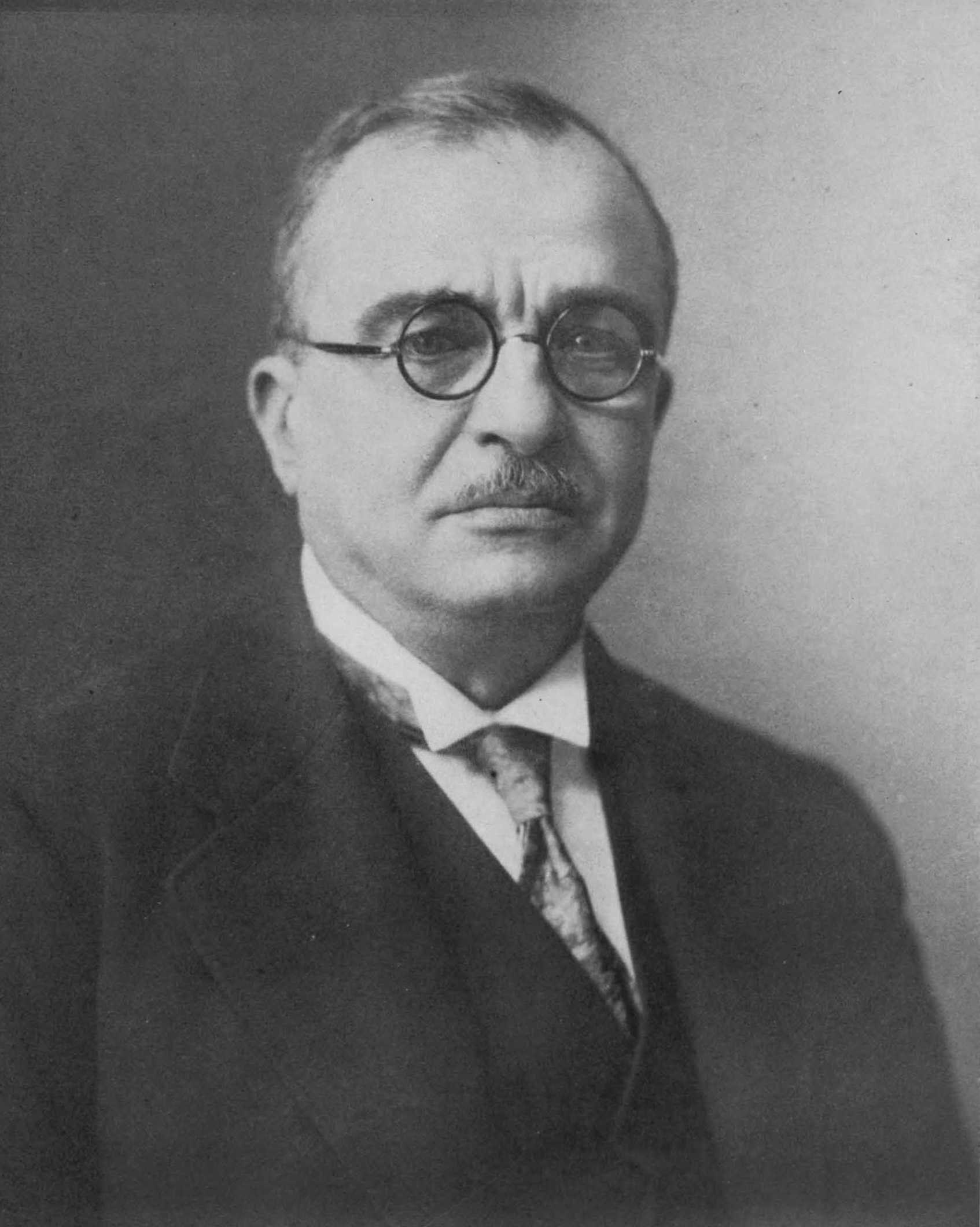
Joanis Metaksas

### Ian
- Ian Anderson
- Ian Curtis – wokalista Joy Division
- Ian Hamilton
- Ian Holm
- Ian McKellen
- Ian Murdock
- Ian Thorpe – znany pływak
- Ian Gillan – wokalista (m.in. Deep Purple)
- Ian Hart – aktor
- Ian Hill – basista Judas Priest
- Ian Somerhalder – aktor, założyciel fundacji „IS FUNDATION”
- Ian Stuart – muzyk, założyciel zespołu Skrewdriver

### Joanis
- Joanis Metaksas
- Joanis Amanatidis

### Ion

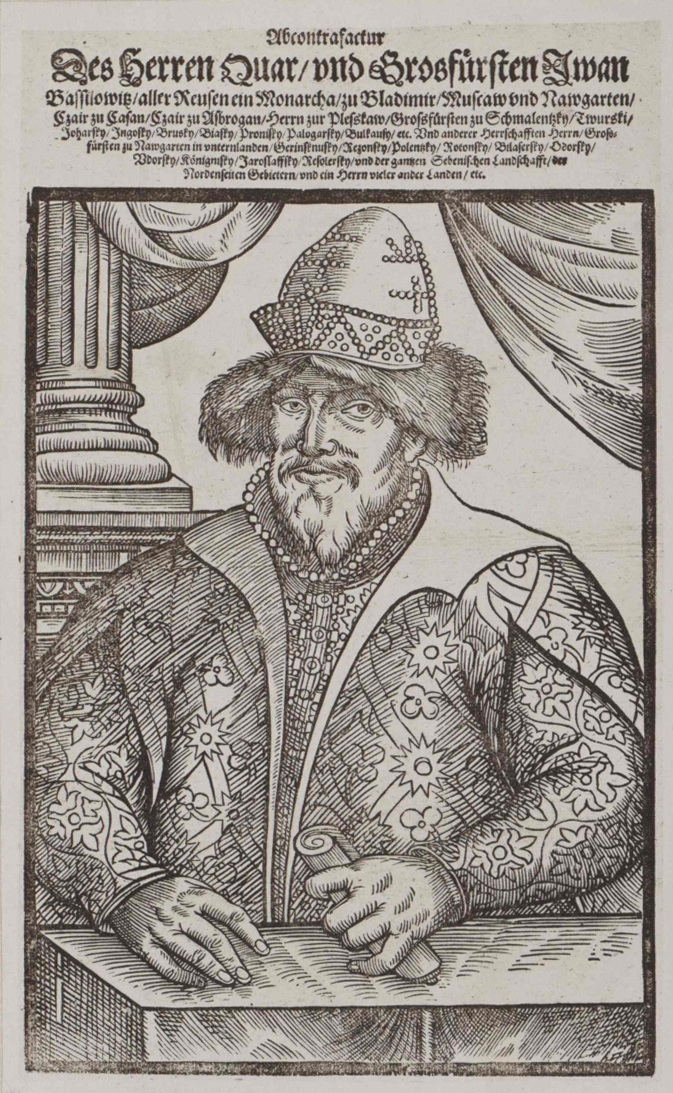
Iwan IV Groźny

- Ion Antonescu
- Ion Iliescu

### Iwan

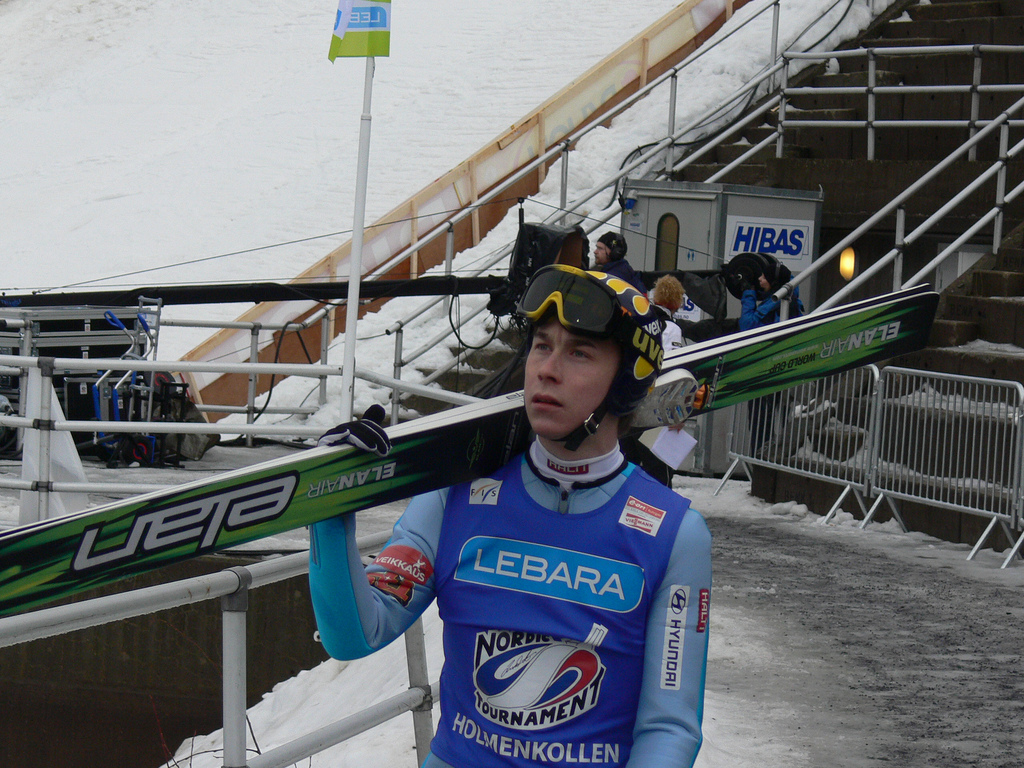
Janne Happonen

- Ivan Basso
- Iwan I Crnojević
- Iwan IV Groźny
- Iwan Bunin
- Iwan Czeriezow
- Iwan Demianiuk
- Iwan Fersen
- Iwan Franko
- Ivan Gotti
- Ivan Hlinka
- Iwan Komarenko
- Iwan Koniew
- Iwan Kożedub
- Iwan Kryłow
- Ivan Lendl
- Ivan Miljković
- Ivan Mládek
- Iwan Palakou
- Iwan Rheon
- Ivan Rakitić
- Iwan Szamiakin
- Iwan Wahyłewycz

### Janne

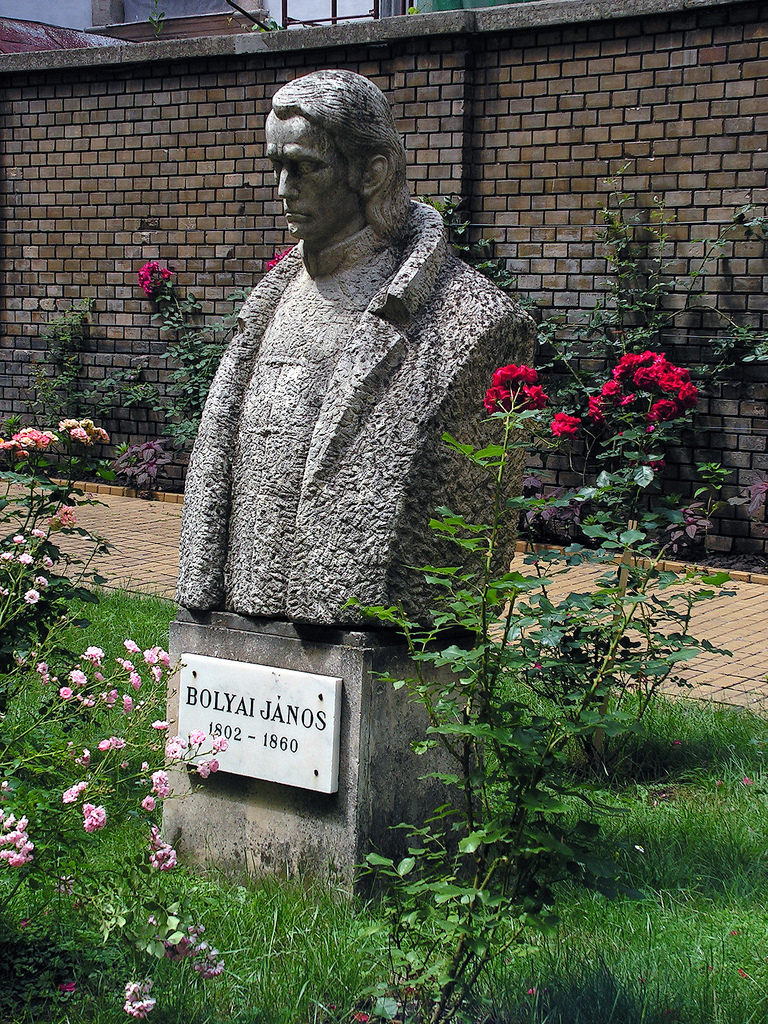
Janos Bolyai

- Janne Ahonen
- Janne Andersson
- Janne Happonen
- Janne Väätäinen

### Janos

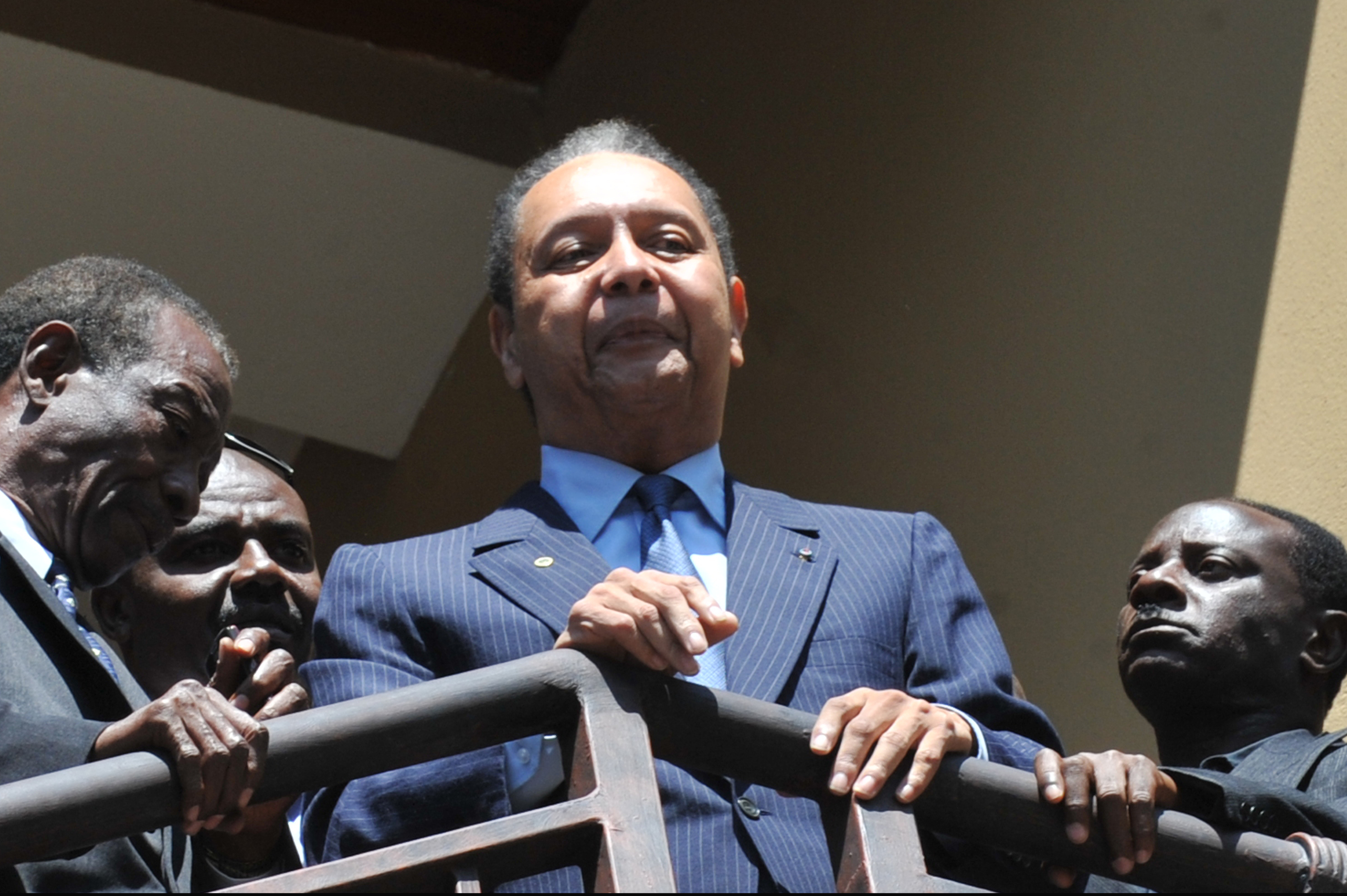
Jean-Claude Duvalier

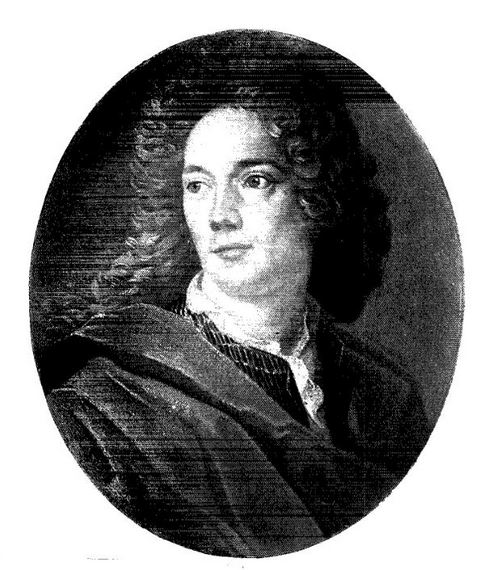
Jean de La Bruyère

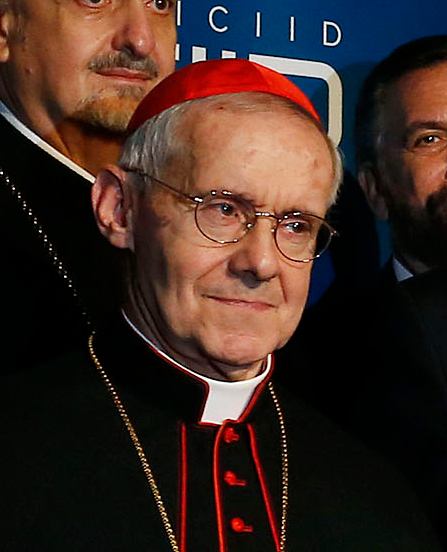
Jean-Louis Tauran

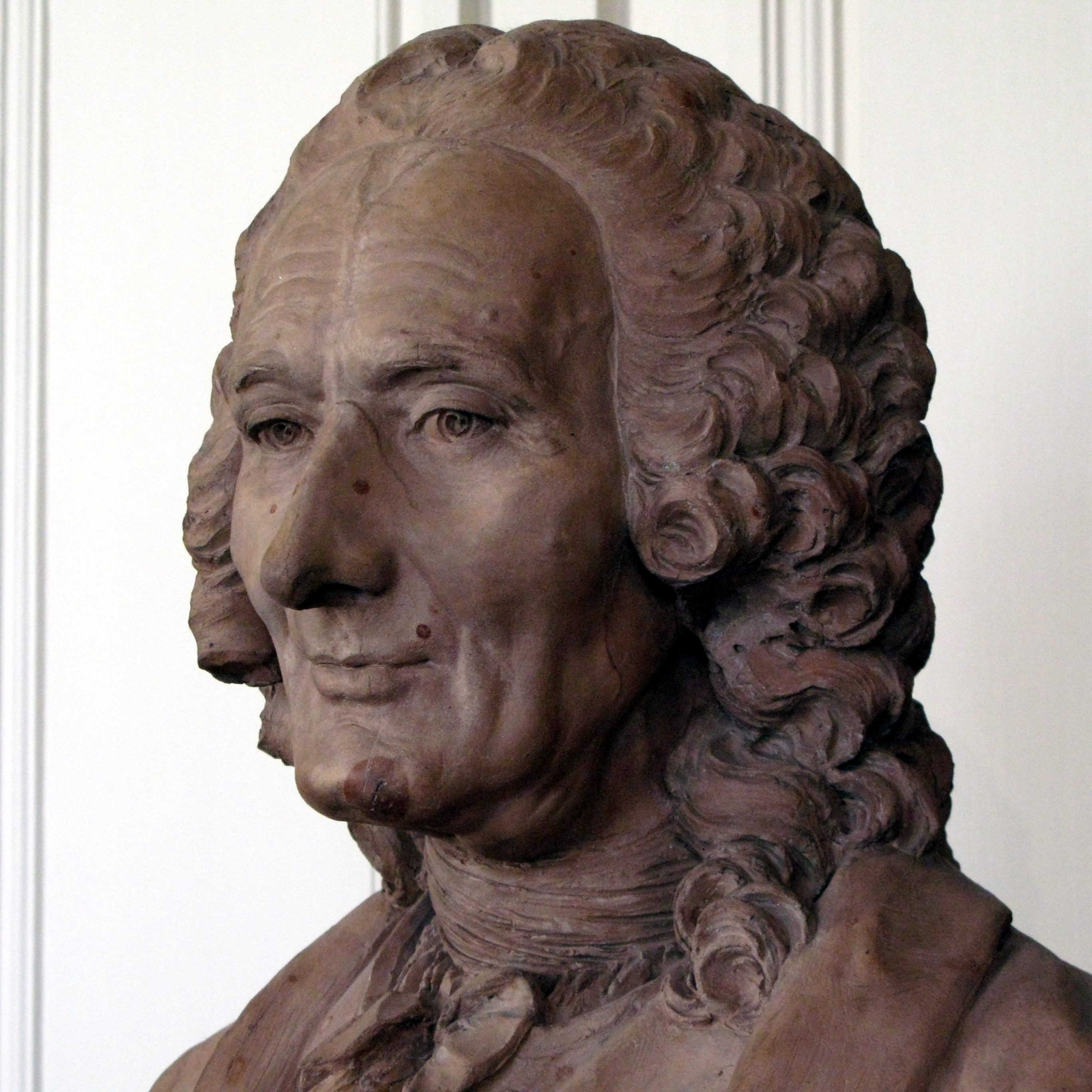
Jean-Philippe Rameau

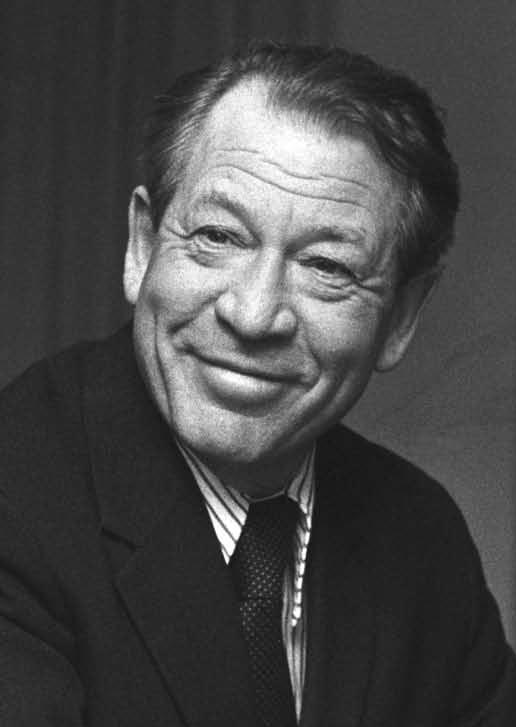
Jens Evensen

- János Bolyai
- Janos Kadar

### Jean
- Jean Abelin
- Jean Absil
- Jean Alesi
- Jean Baptiste Bourguignon d’Anville
- Jean Baptiste Camille Corot
- Jean-Baptiste Colbert
- Jean Baptiste de Lamarck
- Jean Baptiste Joseph Fourier
- Jean-Baptiste Grange
- Jean-Baptiste Thibault
- Jean Baudrillard
- Jean-Bedel Bokassa
- Jean Bernard Léon Foucault
- Jean Borotra
- Jean Chardin
- Jean-Charles Chapais
- Jean-Claude Duvalier
- Jean-Claude Killy
- Jean-Claude Van Damme
- Jean Cocteau
- Jean Coralli
- Jean Daniélou
- Jean de La Bruyere
- Jean de Lauzon
- Jean Dybowski
- Jean Francois Champollion
- Jean-Francois Leuba
- Jean-François Lyotard
- Jean Frédéric Frenet
- Jean Gabin
- Jean-Georges Noverre
- Jean Graczyk
- Jean-Guillaume Béatrix
- Jean Honorè Fragonard
- Jean Ingres
- Jean le Rond d’Alembert
- Jean-Louis Tauran
- Jean Lugol
- Jean Mabillon
- Jean-Martin Charcot
- Jean Meslier
- Jean-Michel Jarre
- Jean Monnet
- Jean Navarre
- Jean Nicot
- Jean Patry
- Jean-Paul Belmondo
- Jean-Paul Riopelle
- Jean-Paul Sartre
- Jean-Philippe Rameau
- Jean Perier
- Jean-Pierre Jeunet
- Jean-Pierre Raffarin
- Jean Ping
- Jean Reno
- Jean Sibelius
- Jean Talon
- Jean Tigana

### Jens
- Jens Bergensten
- Jens Evensen
- Jens Fink-Jensen
- Jens Lehmann
- Jens Stoltenberg
- Jens Weißflog

### Joan
- Joan Miró
- Joan Laporta

### João

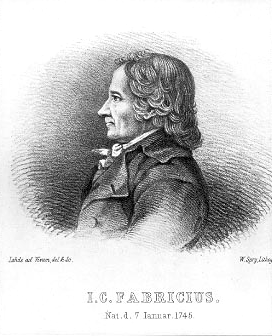
Johan Christian Fabricius

- João Vaz Corte-Real

### Johan

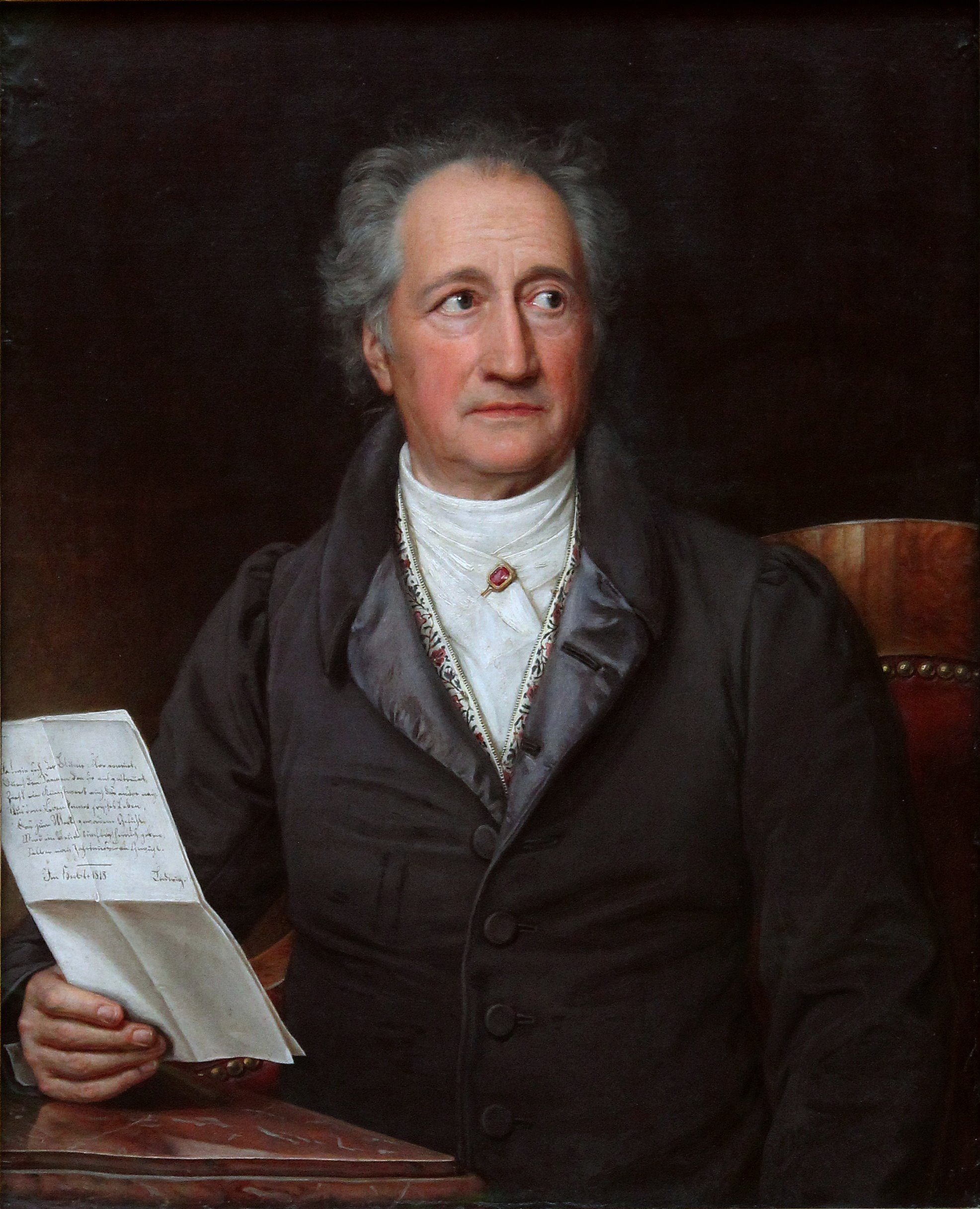
Johann Wolfgang von Goethe

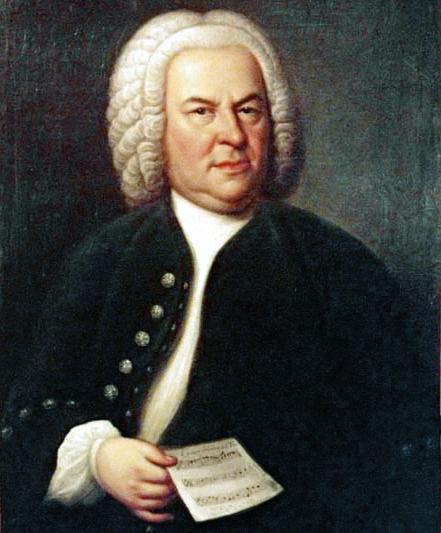
Johan (Jan) Sebastian Bach

- Johan Cruijff
- Johan Christian Fabricius
- Johann Georg Gmelin
- Johan Huizinga
- Johan Museeuw
- Johan Hegg
- Johan Remen Evensen

### Johann
- Johann Arfvedson
- Johann André Forfang
- Johann Bayer
- Johann Bernoulli
- Johann Elert Bode
- Johann Bernhard Fischer von Erlach
- Johann Reinhold Forster
- Johann Wolfgang von Göthe
- Johann Christoph Friedrich GutsMuths
- Johan Göransson Gyllenstierna
- Johann Friedrich Gmelin
- Johann Friedrich Herbart
- Johann Lucas von Hildebrandt
- Johann Homann
- Johann Karl Wilhelm Illiger
- Johann Heinrich Lambert
- Johann Löwenthal
- Johann Pachelbel
- Johann Sebastian Bach – kompozytor i kantor

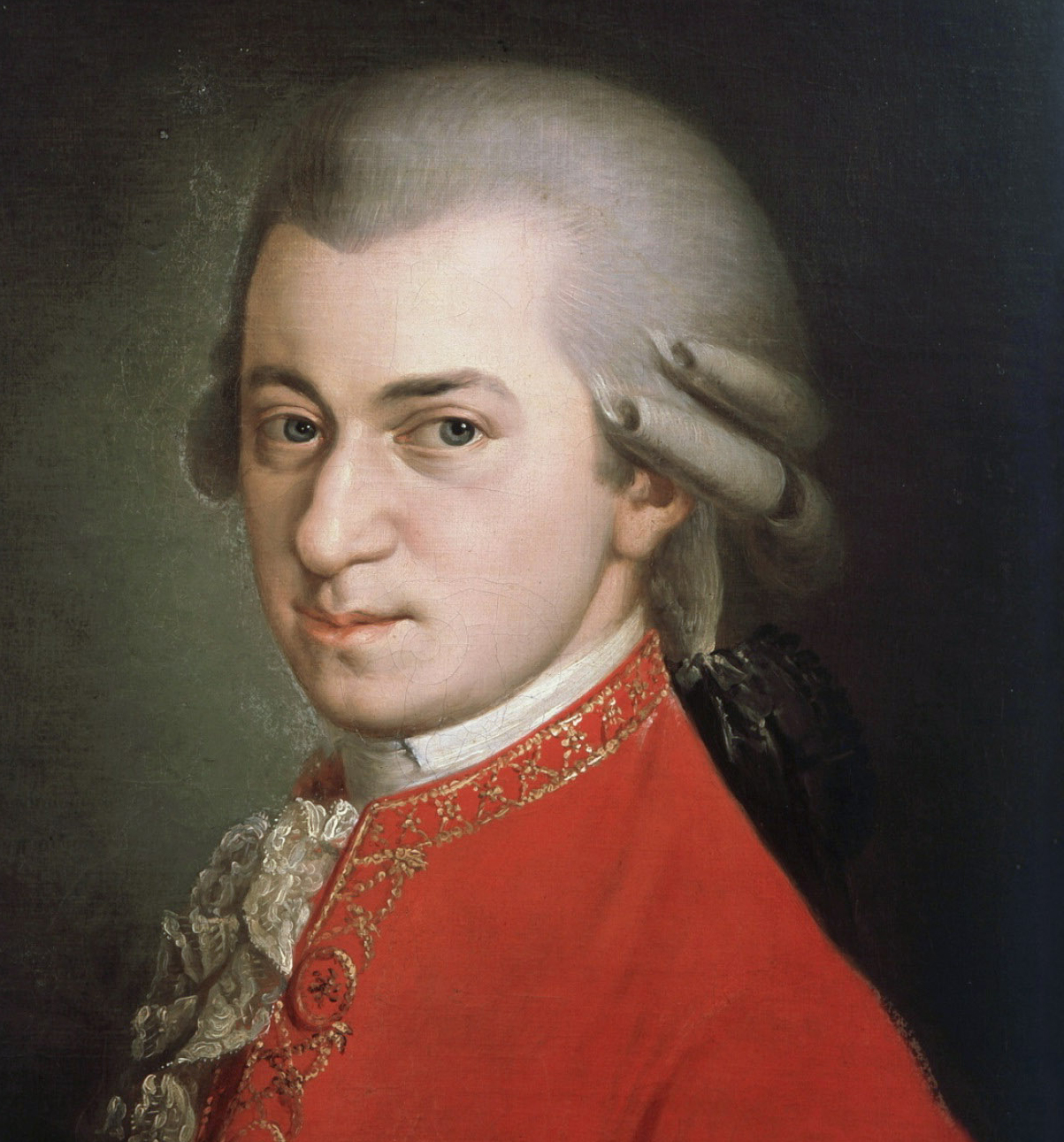
Johannes Chrysostomus Wolfgang Amadeus Mozart

- Johann Strauß ojciec
- Johann Strauß syn
- Johann von Tieffen

### Johannes
- Johannes Brahms – kompozytor
- Johannes Ciconia
- Johannes de Grocheo
- Johannes Diderik van der Waals
- Johannes Eckhart
- Johannes Fibiger
- Johannes Gutenberg
- Johannes Høsflot Klæbo
- Johannes Jensen
- Johannes Lamparter
- Johannes Chrysostomus Wolfgang Amadeus Mozart

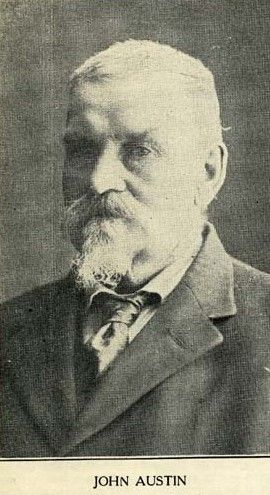
John Austin

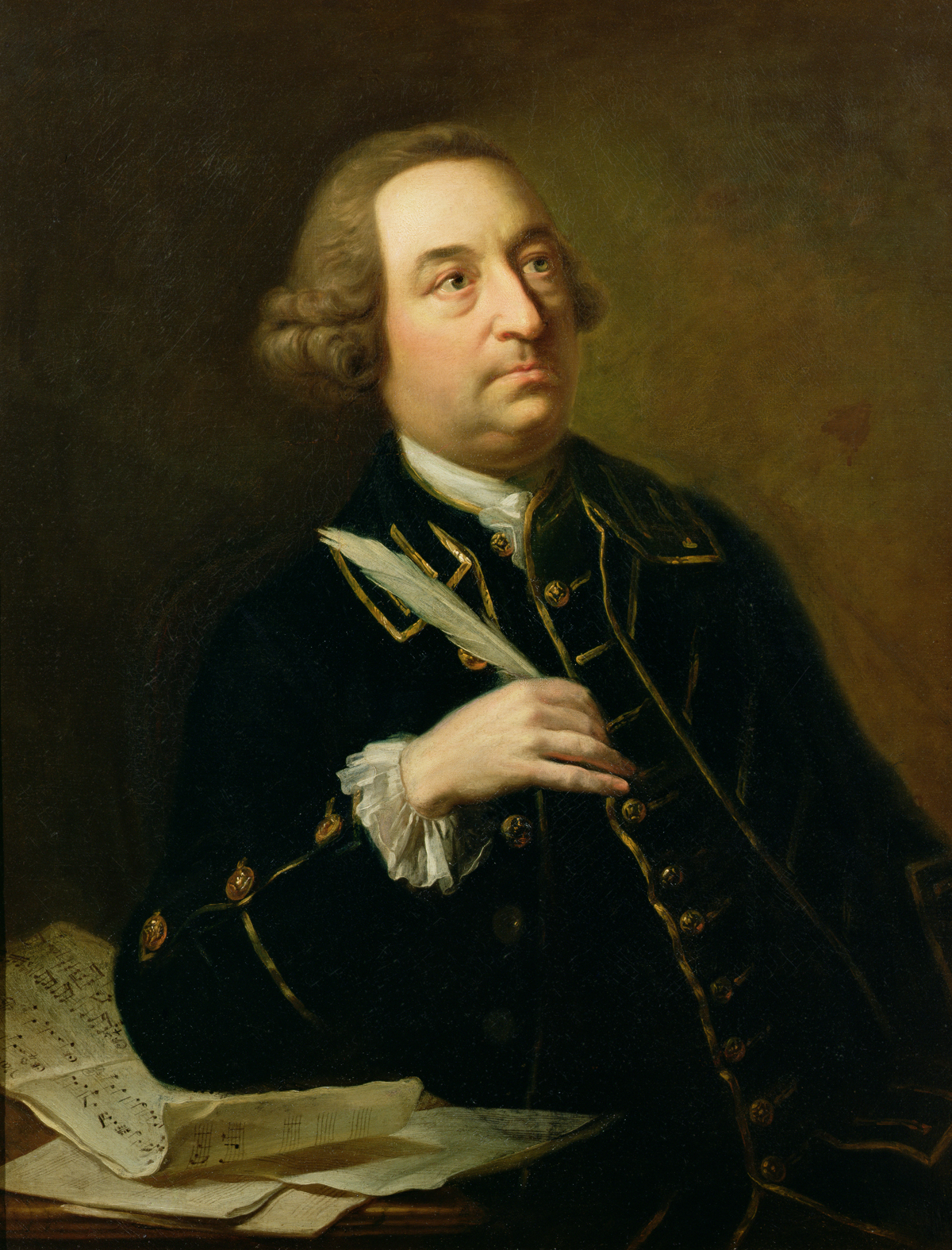
John Christopher Smith

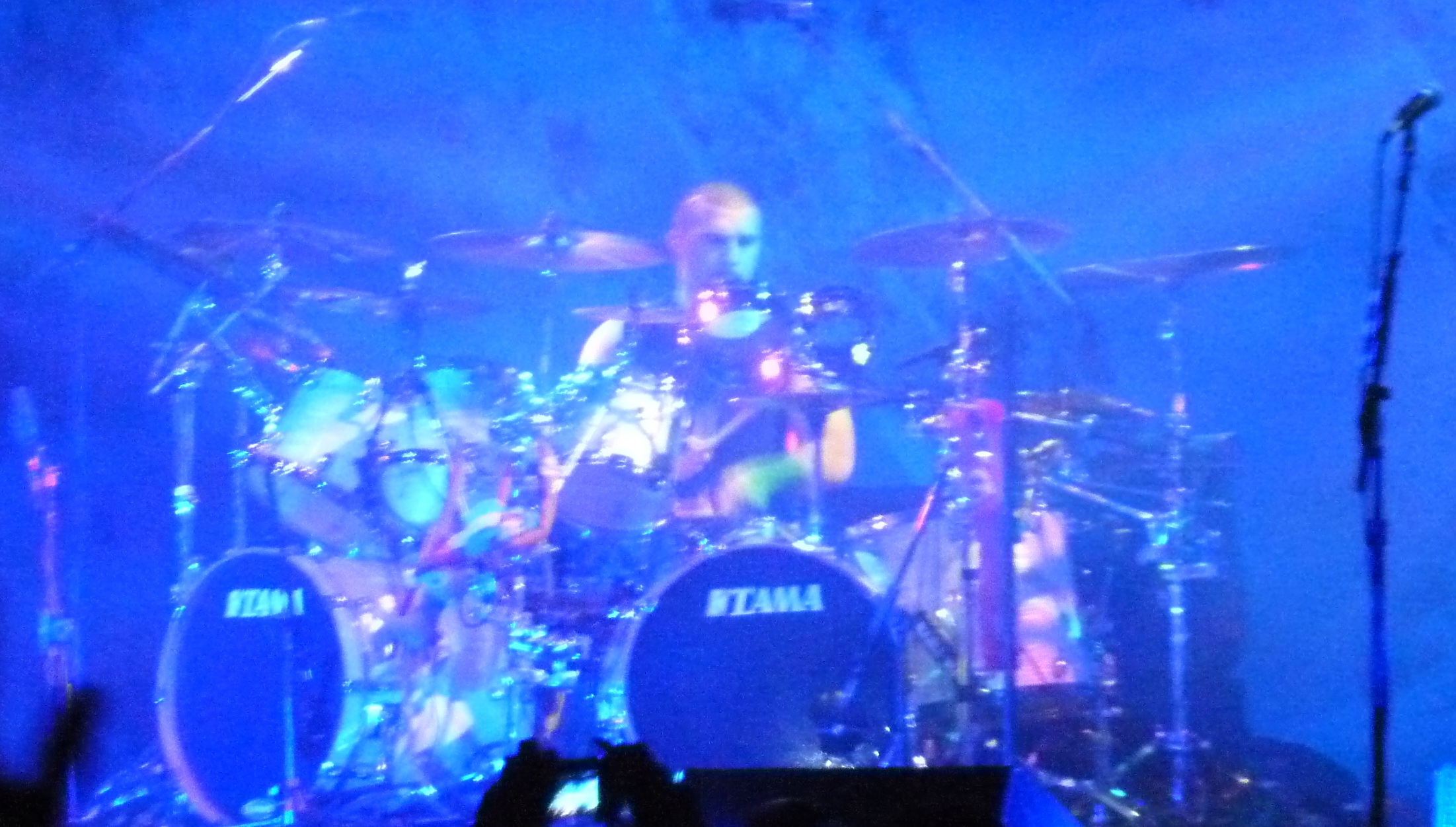
John Dolmayan

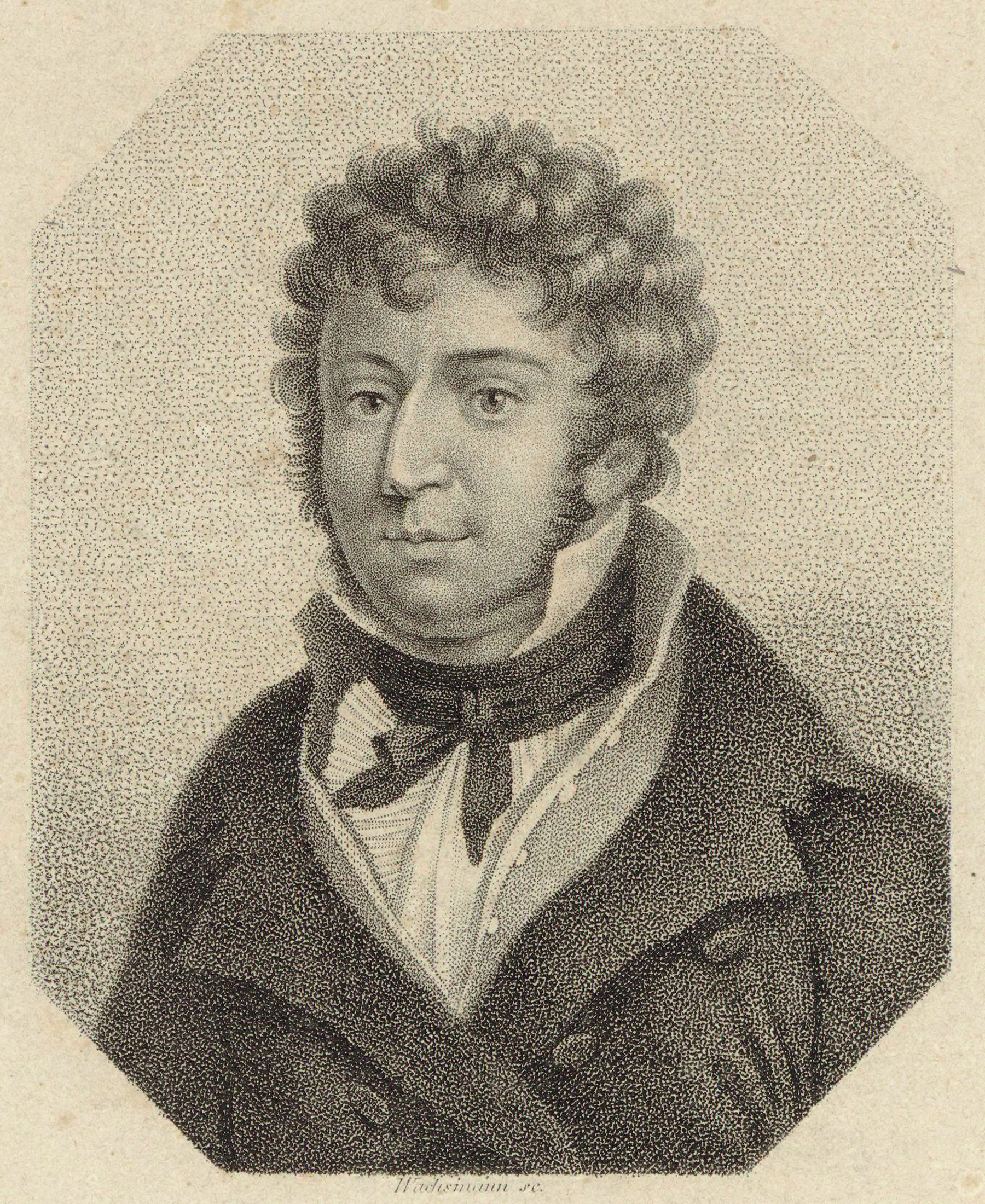
John Field

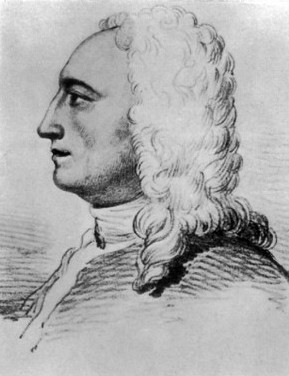
John Hadley

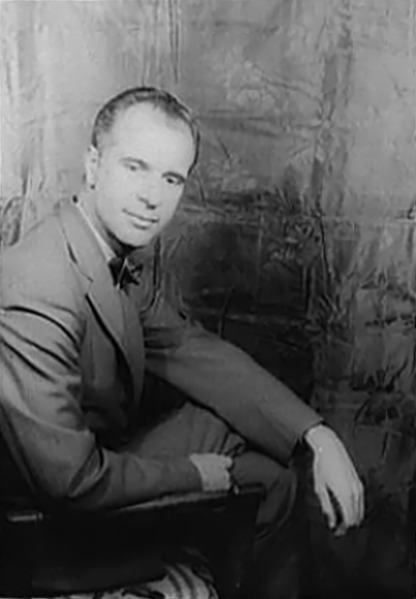
John Hersey

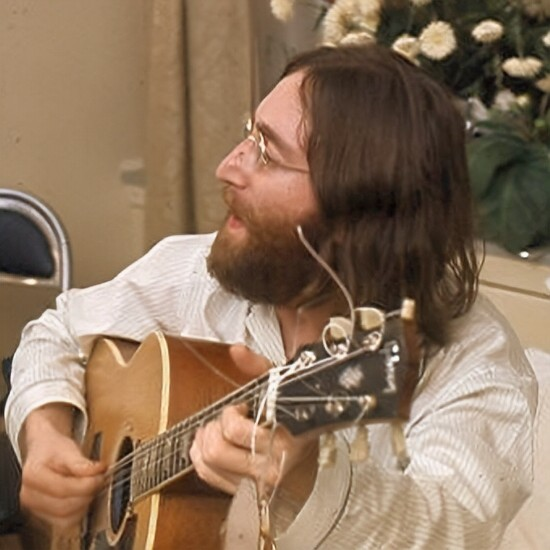
John Lennon

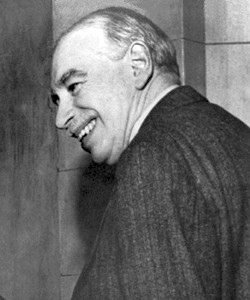
John Maynard Keynes

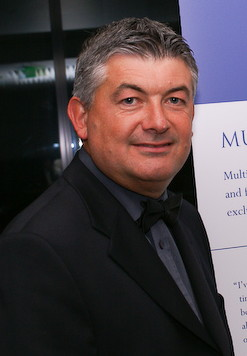
John Parrott

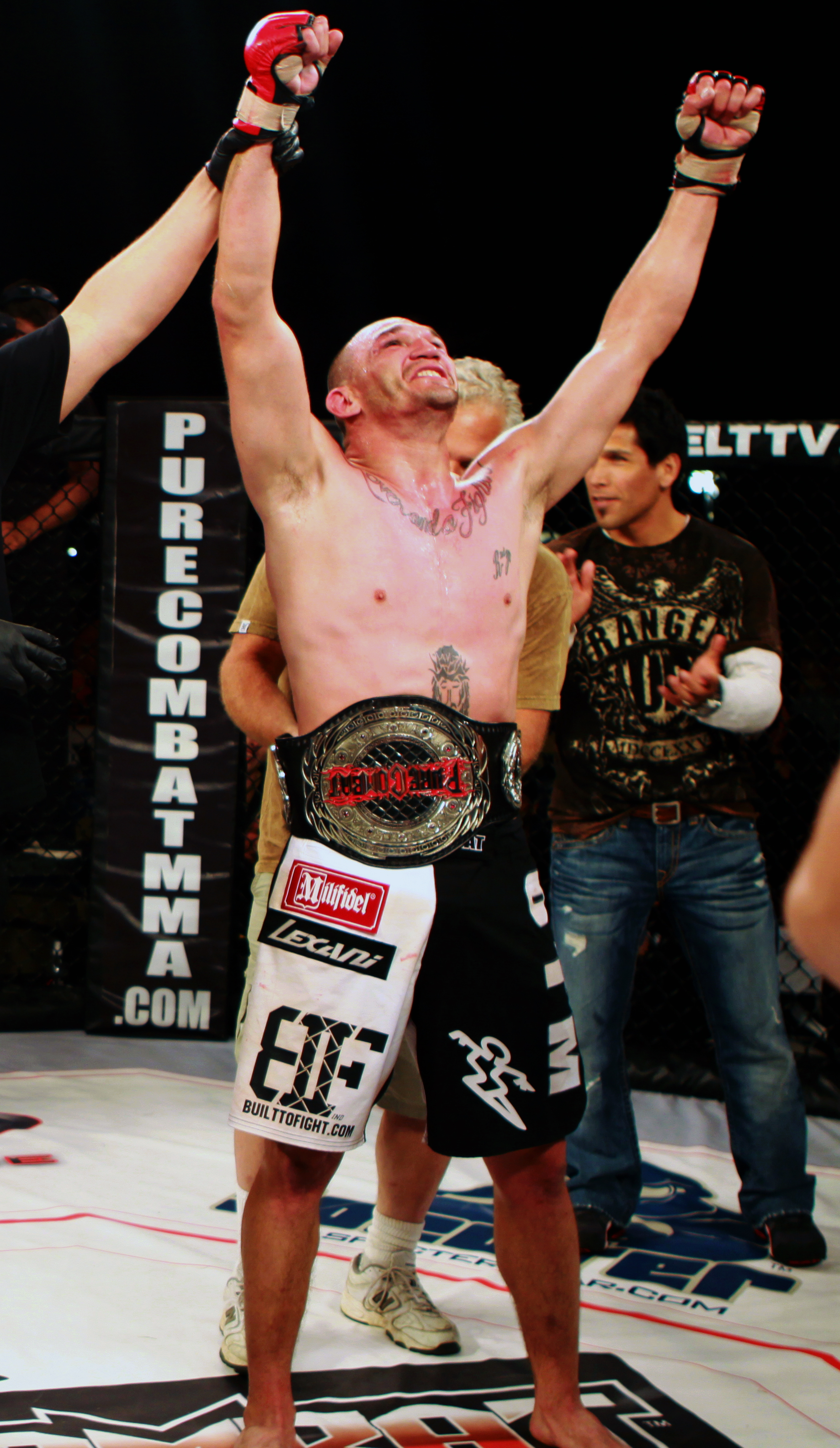
John Ruiz

- Johannes Pietsch
- Johannes Rau
- Johannes Rydzek
- Johannes Sleidan
- Johannes Strolz
- Johannes Thingnes Bø
- Johannes Vetter
- Johannes Zukertort

### John
- John Pople
- John Abbott – premier Kanady
- John Adams – amerykański prezydent
- John Adams – kompozytor
- John Alcock
- John Austin
- John Backus
- John Barrow
- John Barrymore
- John Barton
- John Belushi
- John Black
- John Bonham
- John Boyd Dunlop
- John Bush
- John C. Calhoun
- John C. West
- John Cage
- John Heenan
- John Cena
- John Chadwick
- John Charles
- John Christopher Smith
- John Cleese
- John Coape Sherbrooke
- John Cochrane
- John Coltrane
- John Constable
- John Couch Adams
- John Dalton
- John Davies
- John Deacon
- John Dee
- John Densmore
- John Deutch
- John Dewey
- John Diefenbaker
- John Dillinger
- John Dingell
- John Dolmayan
- John Dowland
- John Downey
- John Edward Gray
- John Edwards
- John Ellis Bush
- John Fenn
- John Field
- John F. Kennedy
- John Flamsteed
- John Forsythe
- John Frusciante – gitarzysta oraz drugi głos zespołu Red Hot Chili Peppers
- John Galsworthy
- John George Lambton
- John Gillespie Magee
- John Gielgud
- John Goodell
- John Goodman
- John Hadley
- John Hamilton Gray (1811–1887)
- John Hamilton Gray (1814–1889)
- John Harsanyi
- John Hart
- John Hawkins
- John G. Hemry
- John Hench
- John Herschel
- John Herschel Glenn
- John Hersey
- John Hicks
- John Higgins
- John Hopcroft
- John Hume
- John Illsley
- John Irving
- John Jakes
- John James Audubon
- John Jellicoe
- John Jones
- John Keats
- John Kerry
- John Kluge
- John Knox
- John LaPorta
- John Lee Hooker
- John Legend
- John Lennon
- John Locke
- John Macdonald
- John Macleod
- John Maddog Hall
- John Major
- John Maxwell Coetzee
- John Mayall
- John Maynard Keynes
- John Maynard Smith
- John McCarthy
- John McCook
- John McGeoch
- John Mercer Johnson
- John Milton
- John Moberly
- John Myung – basista Dream Theater
- John Forbes Nash
- John Newman
- John O’Shea
- John Osborne
- John Michael Osbourne (Ozzy) – brytyjski muzyk rockowy
- John Owen
- John Palliser
- John Parrott
- John Parsons
- John Paul Jones
- John Paxson
- John Peel (polityk)
- John Peel (prezenter)
- John Petrucci – gitarzysta Dream Theater
- John Pemberton
- John Pulman
- John Ray
- John Robson
- John Ronald Reuel Tolkien
- John Ruiz
- John Ruskin
- John Sandfield Macdonald
- John Scatman
- John Sebastian Helmcken
- John Stanley
- John Steinbeck
- John Stuart Mill
- John Quincy Adams – amerykański prezydent
- John Taras
- John Taylor – głowa Kościoła Jezusa Chrystusa Świętych w Dniach Ostatnich (mormonów)

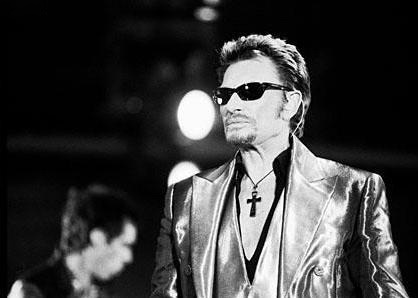
Johnny Hallyday

- John Taylor – basista Duran Duran
- John Terry
- John Thompson
- John Tietjen
- John Travolta
- John Tyler
- John von Neumann
- John Wallis
- John Watson
- John Whitehead
- John William Ritchie
- John William Strutt
- John Williams
- John Wilkes Booth

### Johnny

Jon Lord

- Johnny Bristol
- Johnny Carson
- Johnny Cash
- Johnny Depp
- Johnny Hallyday
- Johnny Knoxville
- Johnny Ramone

### Jon
- Jon Anderson
- Jon Huntsman
- Jon Postel
- Jon Ola Sand
- Jon Lord
- Jon Voight aktor, ojciec aktorki: Angelina Jolie

### Jons

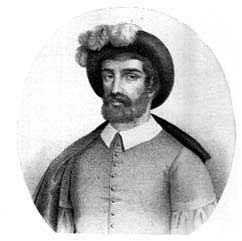
Juan Sebastián Elcano

- Jöns Jacob Berzelius

### Juan

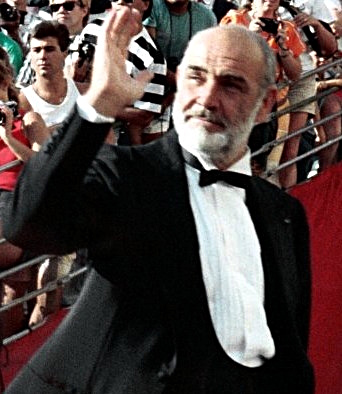
Sean Connery

- Juan Antonio Samaranch
- Juan Borgia
- Juan Carlos Ferrero
- Juan Gris
- Juan Luis Vives
- Juan Manuel Fangio
- Juan Pablo Montoya
- Juan Perón
- Juan Ponce de Leon
- Juan Sebastián Elcano
- Juan Ramón Jiménez
- Juan Valderrama Blanca

### Jóannes
- Jóannes Eidesgaard

### Jussi
- Jussi Kurikkala
- Jussi Hautamaeki

### Sean
- Sean Bean
- Sean Connery
- Sean Gullette
- Sean Kanan
- Sean Kingston
- Sean Kinney
- Sean Penn
- Sean Paul

## Jan w kulturze
- Don Giovanni
- Don Juan
- Jan Skrzetuski – bohater trylogii Henryka Sienkiewicza, główny Ogniem i mieczem
- Janko Muzykant – tytułowy bohater noweli Henryka Sienkiewcza
- Hans Kloss – bohater serialu Stawka większa niż życie
- Jan Kos – bohater serialu Czterej pancerni i pies
- Jan Markiewicz - bohater serialu Czas honoru
- Jan Baptysta Grenouille – Pachnidło